# Columna salomónica

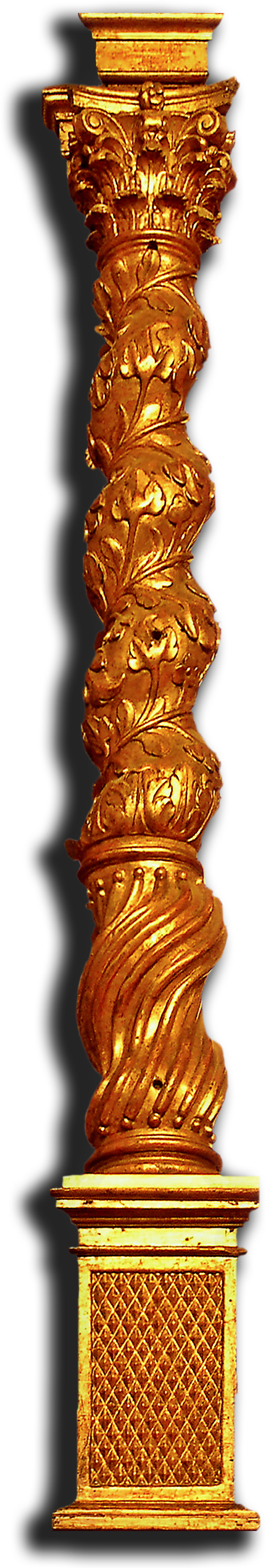
Columna salomónica.

En las diversas artes la columna salomónica es una columna con fuste de forma helicoidal, que se utilizó fundamentalmente en Europa y en América en la arquitectura barroca. Recibe su nombre por la creencia de la época en que así fueron las columnas del Templo de Salomón. Un fuste entorchado (o columna entorchada) es un fuste estriado en espiral. Por extensión se llama así a veces a la columna salomónica. También toma el nombre de columna torsa. A veces estas columnas se ven adornadas con trabajos cosmatescos.

## Descripción
Una columna salomónica comienza en una basa y termina en un capitel, como la columna clásica, pero el fuste tiene un desarrollo retorcido de forma helicoidal que da comúnmente seis vueltas y que produce un efecto de movimiento, fuerza y dramatismo. La introducción de la columna salomónica en el barroco manifiesta la condición de arte en movimiento. En muchas ocasiones se encuentra el fuste cubierto con decoración vegetal. Los capiteles pueden ser de diversos órdenes, predominando el compuesto y el corintio. Es corriente que su uso sea más como una columna ornamental, que tectónica, por lo que es muy habitual que aparezca en retablos o adosada junto con otros adornos.
Eran columnas monolíticas de cinco vueltas que alternaban cuatro tramos decorativos de estrías helicoidales y moras entre enredaderas y hojas de parra. Estos elementos decorativos del culto dionisíaco, de origen pagano, se sacralizan y transmutan en símbolo de la Eucaristía.
No está asociado con un orden clásico específico, aunque la mayoría de los ejemplos tienen capiteles corintios o compuestos. Pero se puede coronar con cualquier diseño, por ejemplo, haciendo un orden dórico salomónico o una columna salomónica jónica.
Se denominan así por la creencia popular de que la forma de estas columnas eran las que estaban levantadas en bronce en el Templo de Jerusalén, mandadas construir por el rey Salomón. Aunque el texto bíblico describe con mucho detalle estas columnas, no señala que fueran construidas con un fuste helicoidal:

13 El rey Salomón mandó traer de Tiro a Hiram, 14 que era hijo de una viuda de la tribu de Neftalí y de un nativo de Tiro experto en trabajar el bronce. Hiram era muy hábil e inteligente, y conocía la técnica para realizar cualquier trabajo en bronce, así que se presentó ante el rey Salomón y realizó todos sus trabajos. 15 Fundió dos columnas de bronce, que medían ocho metros de alto y cinco metros y medio de circunferencia. 16 Hizo también dos capiteles de bronce para colocarlos en la parte superior de las columnas. La altura de cada capitel era de dos metros y veinticinco centímetros. 17 Además hizo dos rejillas, trenzadas en forma de cadenas, para los capiteles que había en la parte superior de las columnas: una rejilla para cada capitel. 18 Hizo también dos hileras de granadas alrededor de cada rejilla, para cubrir los capiteles de las columnas. Hizo lo mismo con ambos capiteles. 19 Los capiteles que había sobre las columnas del vestíbulo medían casi dos metros, y tenían forma de lirio. 20 Alrededor y en lo alto de cada capitel, en su parte más ancha, en forma de globo, junto a la rejilla, había doscientas granadas en dos hileras. 21 Hiram puso estas columnas en el vestíbulo del templo. Y cuando las puso en su lugar, a la columna de la derecha la llamó Jaquín, y a la columna de la izquierda la llamó Bóaz. 22 La parte superior de las columnas tenía forma de lirio. Así quedó terminado el trabajo de las columnas.
1Reyes 7:15-22 

Es difícil establecer el significado de sus nombres. Quizá sean las palabras de dos bendiciones vinculadas a la Casa de David: «Yakhin YHWH et kiseí David Volean valed» («Que el Señor establezca el trono de David para siempre») y «Boaz Yahuvh» («Por el poder de YHWH»).

## Utilización de esta columna en pintura y arquitectura

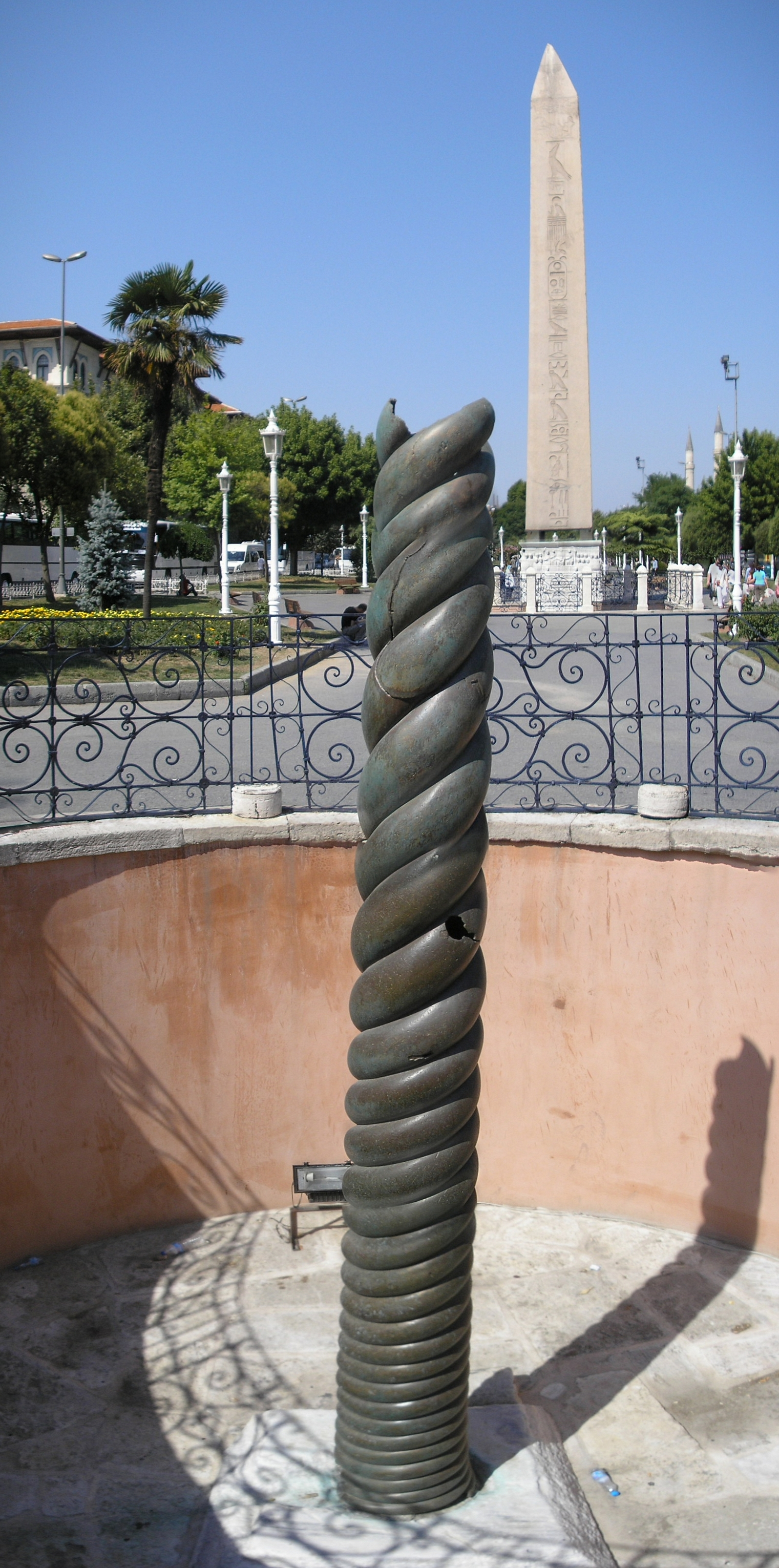
Columna de las Serpientes

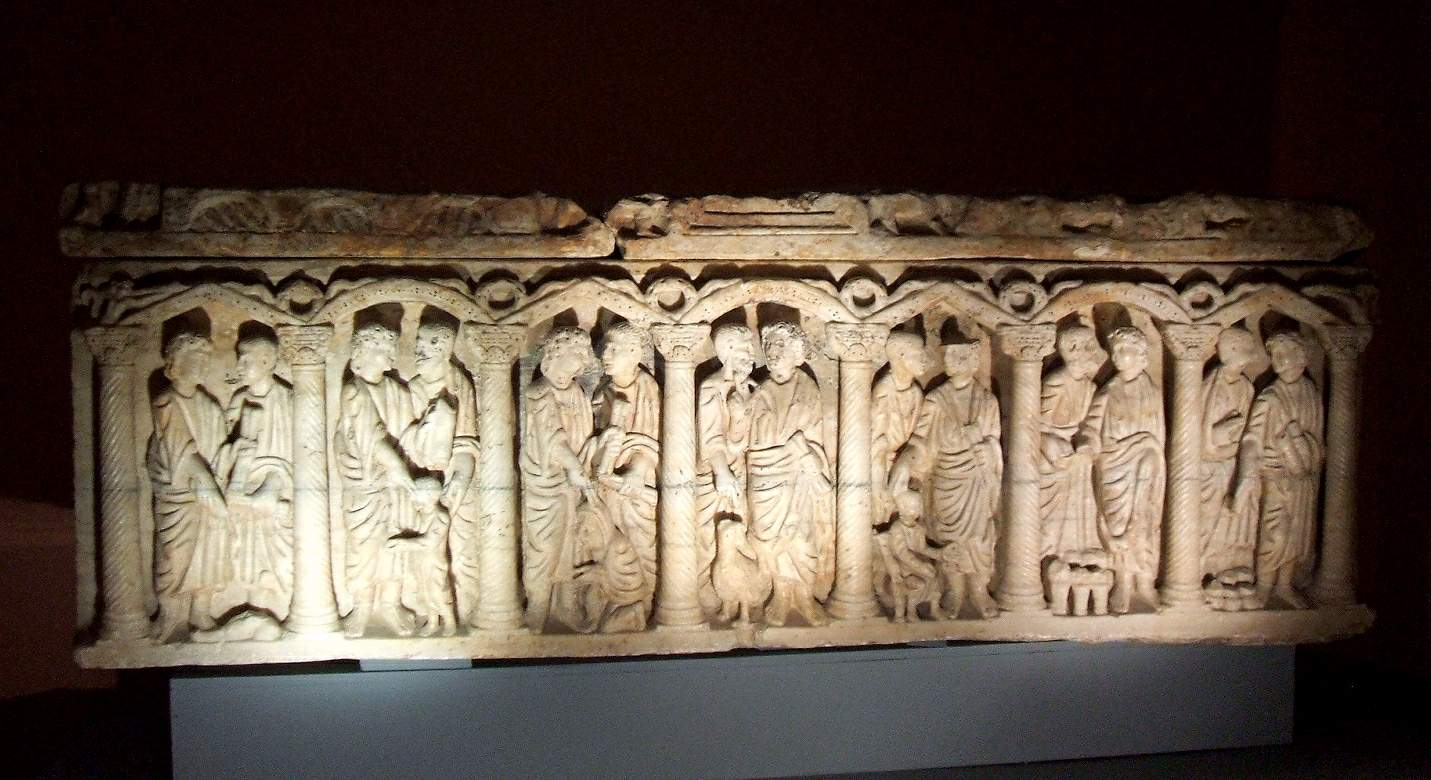
Detalle del sarcófago paleocristiano de Martos, Jaén, siglo IV

### Origen
Este estilo de columna no procede de la tradición clásica, si bien ciertos tipos de columnas en espiral pueden considerarse sus predecesoras, en especial la base del Trípode de Delfos y las columnas de Trajano, con su decoración en espiral de 200 metros con 23 vueltas, y de Marco Aurelio (siglo II d. C.). Ambas tienen un eje torneado decorado con una única banda helicoidal continua de bajorrelieves que representan el poder militar de ambos emperadores.
En España encontramos este tipo de columna con estrías helicoidales de origen romano en muchas ciudades de la Hispania romana. En Córdoba podemos ver este tipo de columnas reutilizadas en la Mezquita, y también podemos apreciarlas en la decoración de algunos sarcófagos paleocristianos hispánicos.
Un conocido antecedente es la famosa Columna de las Serpientes (siglo V a. C.) en el antiguo Hipódromo de Constantinopla (Estambul), construida como ofrenda a Apolo procedente de Delfos para conmemorar la victoria en la Batalla de Platea y traída a Constantinopla por el Emperador Constantino en el 324 d. C. También la podemos encontrar en uno de los tramos de la Gran Columnata de Apamea (Siria, siglo II d. C.), reconstruido en el Museo del Cincuentenario (Bruselas) y en el pórtico de los Baños de Sardis (Lidia, Turquía, siglo II-III d. C.).

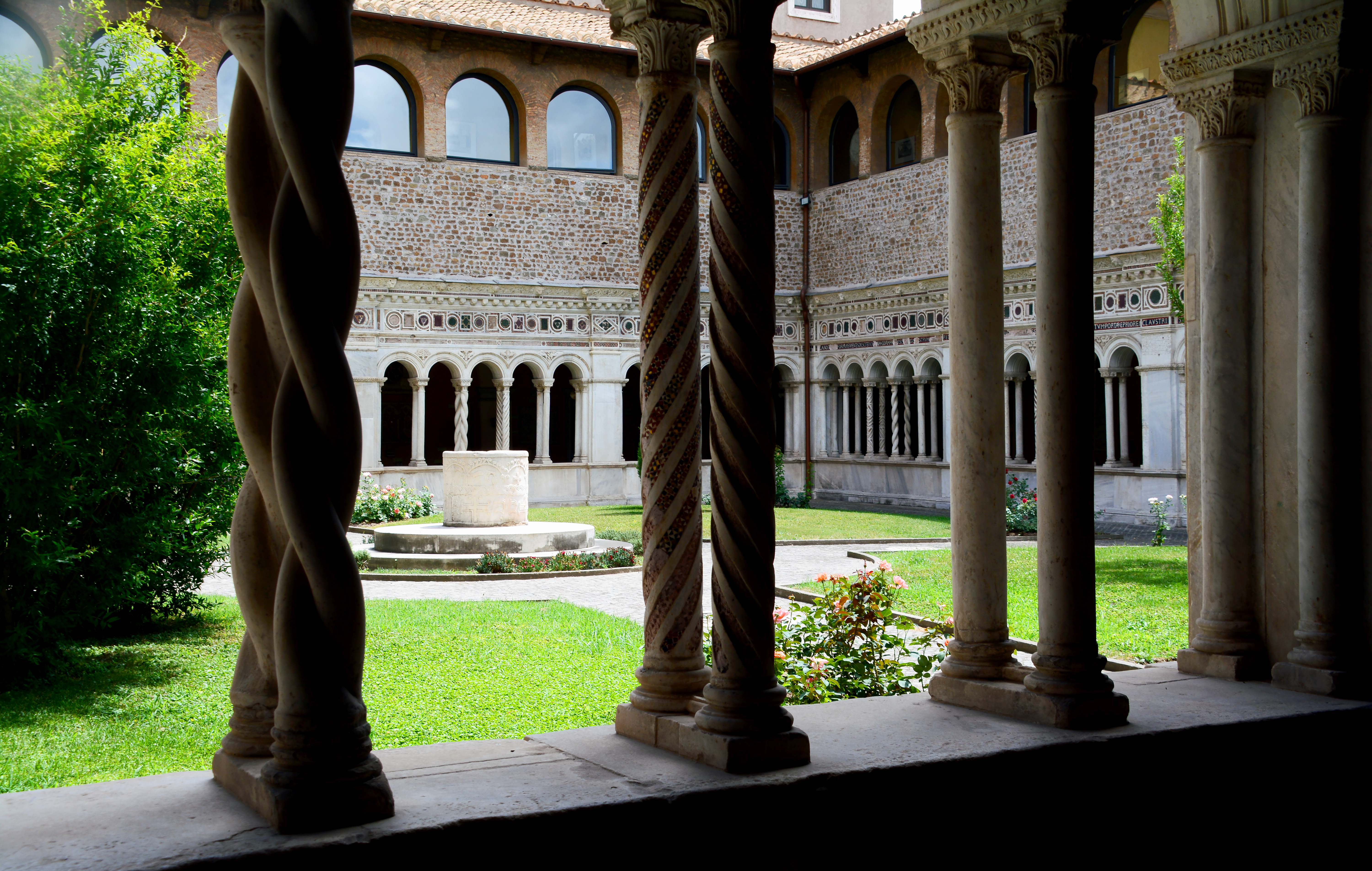
Claustro de San Juan de Letrán, siglo XIII

### SigloIV: Antigua basílica de San Pedro
Las primeras columnas de este tipo aparecen en la antigua basílica paleocristiana de San Pedro, en Roma, construida por iniciativa del emperador Constantino. La misma estaba coronada por un dosel montado en cuatro de doce columnas torsas, de las cuales seis fueron traídas por el emperador al lugar desde Constantinopla; otras seis fueron donadas tiempo después por el exarca bizantino de Rávena. Según el tipo de piedra utilizada y su estilo, dichas columnas procedían de Grecia y databan del siglo II. La leyenda, sin embargo, sostenía que procedían del Templo de Salomón, pese a que el Templo de Salomón fue construido en el siglo X a. C. y destruido en 586 a. C. En efecto, en el legendario santuario de Jerusalén, según la Biblia, había dos grandes columnas exentas, llamadas Jaquín y Boaz que simbolizaban la fuerza y la estabilidad. A ellas aludía la leyenda, difundida desde la Edad Media.
Este tipo de columnas fue utilizadas en la arquitectura bizantina, de la cual pasó a la arquitectura románica. En ésta, algunas columnas también presentaban elementos en espiral, como las del claustro de la Catedral Archibasílica Papal de San Juan de Letrán (s. XIII, Vaticano), sede episcopal del obispo de Roma, es decir, el papa. Estas arcadas fueron prominentes en Roma y pueden haber influido también en la columna barroca salomónica.

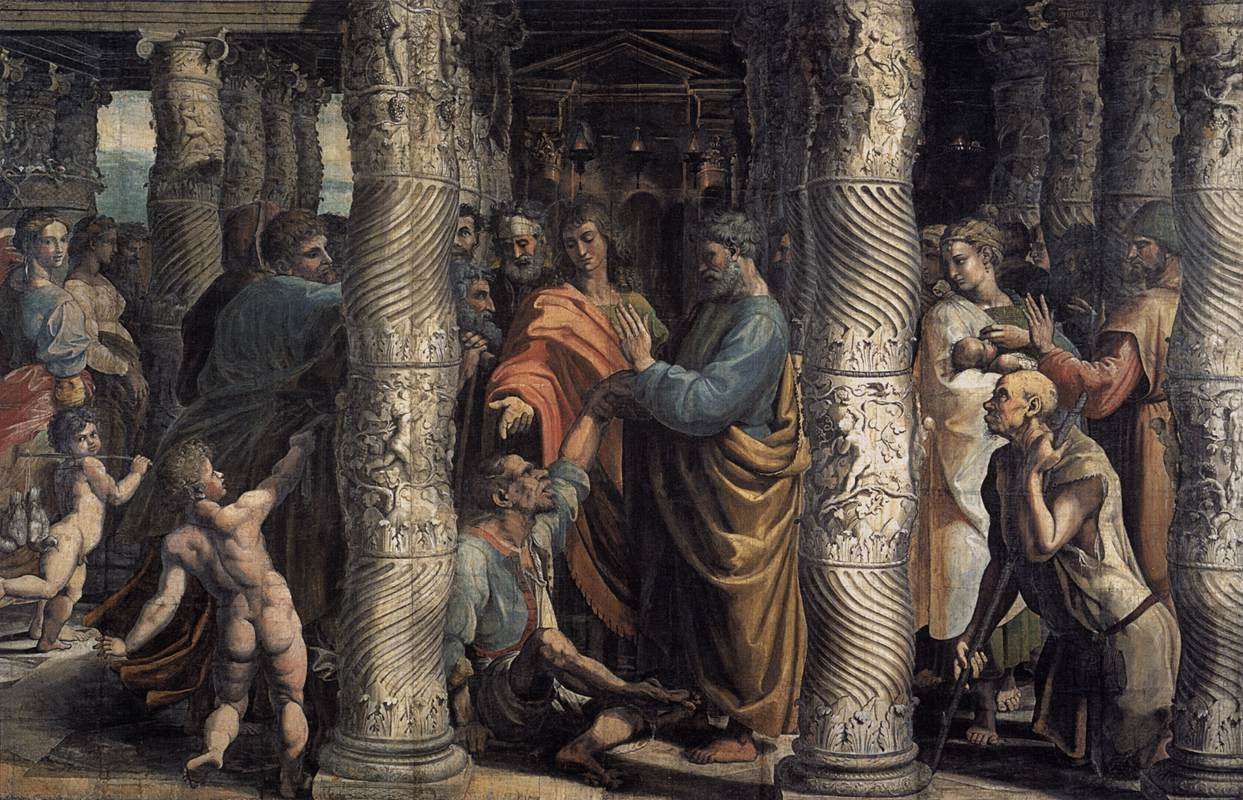
Rafael, La curación del paralítico (1515)

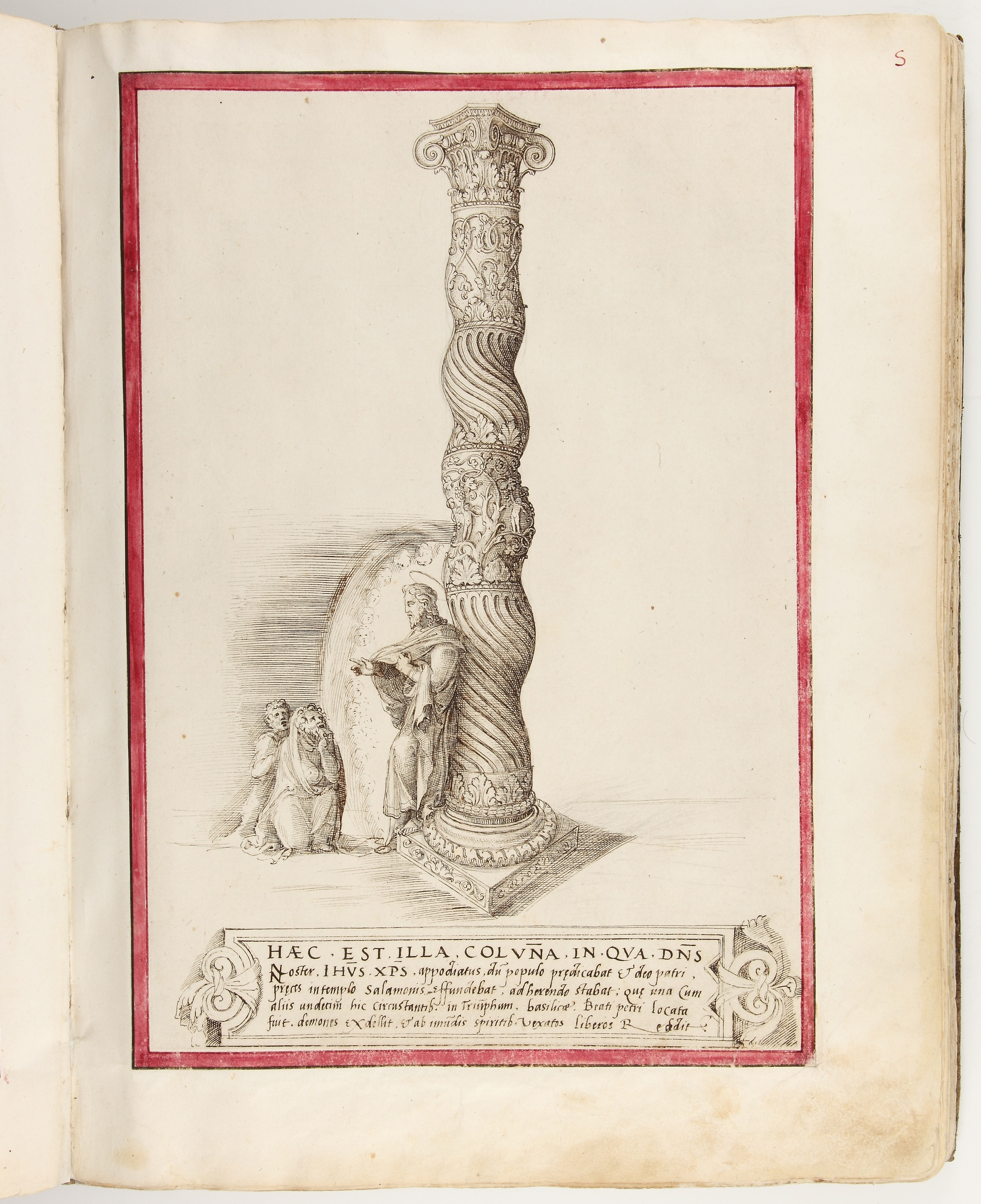
Dibujo de Francisco de Holanda de la Columna Santa de San Pedro del Vaticano (1538-1541)

### SigloXVI: Rafael y Francisco de Holanda
Los cartones de Rafael Sanzio para los tapices de los Hechos de los Apóstoles, fueron un elemento importante en su difusión. En concreto el tapiz tercero La curación del paralítico (1515), ya que este evento según la tradición cristiana tuvo lugar dentro del Templo de Jerusalén, ya que según el Evangelio (Hechos 3, 1-11) el paralítico era colocado todos los días a la puerta oriental del Templo, llamada la Hermosa, por la que se entraba en el Atrio de las mujeres. Fueron diseñados para la Capilla Sixtina y actualmente se conservan en Londres, en la Royal Collection del Reino Unido. Felipe II poseía un tapiz flamenco (ca. 1550-1560) basado en este cartón que se conserva en el Palacio Real de Madrid.
Probablemente por influencia de Rafael se usó la columna salomónica en la Circuncisión de Tommaso Vincidor en el Palacio del Louvre (ca. 1522) y en algunos altares romanos, como el de Santo Spirito in Sassia, pero su uso a gran escala en la arquitectura era raro. Giulio Romano empleó decorativamente una versión con medias columnas, superpuesto a un muro en el Cortile della Cavallerizza en el Palacio Ducal de Mantua (1538-39).
El humanista portugués Francisco d'Ollanda (Lisboa 1517-1584) tomó numerosos apuntes durante su viaje a Roma, que incluyó en su libro 'Os desenhos das antigualhas' (1538-1541), que hacia los años 80 pasó a poder de Felipe II y que se conserva en la Real Biblioteca del Monasterio de El Escorial. Entre sus dibujos reproduce la Columna Santa que se conservaba en el Vaticano, con el siguiente texto latino bajo el minucioso dibujo: «Hay también columnas que son torcidas y estriadas y cubiertas de esculptura, las cuales trujo a Roma Constantino del templo de Salomón; una de ellas es famosísima, porque en ella solía Nuestro Salvador arrimarse muchas veces para predicar y tiene grande virtud contra los espíritus malinos.»
Cuando los pintores del Renacimiento representaban acontecimientos ocurridos en el Templo de Jerusalén recurrirán en muchas ocasiones a la tradición de las columnas salomónicas, inspirándose directamente en las columnas del Vaticano con sus estrías torsas y los cupidos entre hojas de parra. Serán estos pintores, como por ejemplo Giotto, Simone Martini, Jean Fouquet, Rafael, Giovanni Battista Ramenghi y Ambrosius Francken (I), los que difundirán su imagen por toda Europa.

### SigloXVII: el Baldaquino de San Pedro, en Roma
Durante las obras de construcción de la nueva Basílica de San Pedro, la tumba de San Pedro se transformó y las columnas se movieron. Urbano VIII hizo colocar dos de ellas en el retablo de San Francisco en la capilla del Santísimo Sacramento. Una tercera, llamada "Colonna santa" (Columna santa) ha cambiado de ubicación varias veces y actualmente se encuentra en el Museo del Tesoro de la Basílica, rodeada por una balaustrada coronada por una puerta mandada construir por el cardenal Giordano Orsini (m. 1438). Cuenta la leyenda que fue en esta columna donde Jesús, a los doce años, se apoyó mientras disputaba con los doctores del templo.
Cuando el Concilio de Trento impulsó la veneración de santos y el culto a las reliquias, las antiguas columnas fueron consideradas reliquias, ya que se relacionaban directamente con este episodio de la vida de Jesús en el Templo que diseñó el mismo Dios, y se situaron al mismo nivel que los restos arqueológicos de Jerusalén. De esta manera se convirtieron en un modelo para el arte occidental.
Bernini colocó otras ocho columnas en cada uno de los cuatro pilares que sostienen la cúpula, sobre los nichos que albergan las estatuas de Santa Elena, San Andrés, Santa Verónica y San Longino y bajo las pechinas. La columna restante ha desaparecido. Como mantenimiento de esta tradición, Bernini diseñó cuatro columnas helicoidales para el soporte del Baldaquino de San Pedro, colocado bajo el centro de la cúpula en 1624.
| [[File:Colonna_santa.webp\|133px\|alt={{{Alt\|{{{descripción}}}]]     | [[File:La_Donazione_di_Roma.jpg\|2000px\|alt={{{Alt\|{{{descripción}}}]] | [[File:StPetersSalomonicColumnsCrop.jpg\|150px\|alt={{{Alt\|{{{descripción}}}]]      | [[File:Rom, Vatikan, Petersdom, Baldachin und Cathedra Petri (Bernini).jpg\|150px\|alt={{{Alt\|{{{descripción}}}]] |
| Colonna santa con la inscripción en la barandilla De Salomonis templo | Detalle de La donación de Constantino (c. 1520, taller de Rafael) muestra el interior de la antigua San Pedro. En el fondo del fresco puede observarse el altar con cuatro columnas salomónicas | Dos de las columnas salomónicas originales, en los pilares de la cúpula de San Pedro | Baldaquino de Bernini en la Basílica de San Pedro, con columnas salomónicas                                        |

### El barroco europeo

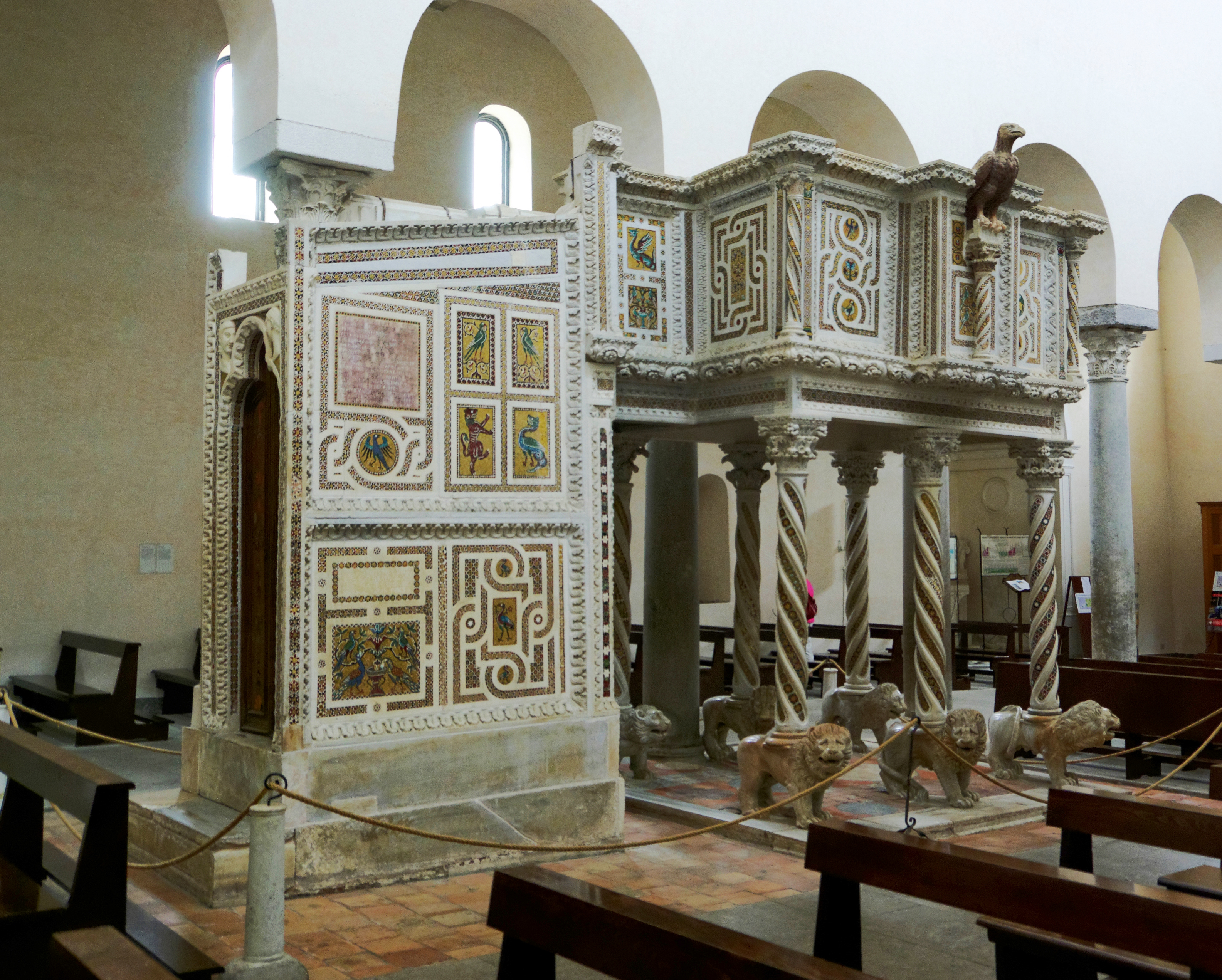
Columnas entorchadas con decoración de cosmatesco. Pertenece al púlpito de la catedral de Ravello en Italia.

Este tipo de columna se hizo popular en la Europa católica, incluyendo la parte sur de Alemania, se extendió a España, casi al mismo tiempo que Bernini construía sus columnas, y de España pasó en muy poco tiempo a las colonias americanas, donde se usó corrientemente en iglesias como elemento característico del estilo churrigueresco. El fuste retorcido daba energía y dinamismo a la forma tradicional de la columna, ajustándose las cualidades que son característicamente barrocas. Las columnas salomónicas se utilizaron comúnmente en altares, muebles y otros diseños. A veces se tallaban enredaderas esculpidas en el caveto en espiral de las columnas torsas, o se hacían de metal, normalmente bronce dorado. En un contexto eclesiástico, dicho adorno puede interpretarse como un símbolo del vino utilizado en la Eucaristía.
Rubens empleó columnas salomónicas en algunos de sus diseños de tapices hacia 1626, usando una variante de capitel jónico para las columnas, como lo había hecho Rafael, e integró las columnas salomónicas en el estilo rústico apareciendo en la arquitectura de sus pinturas con una gran consistencia y variedad.
Su utilización fue menos frecuente en Gran Bretaña, el único ejemplo encontrado por Robert Durman fue el porche sur de St Mary the Virgin, en Oxford y también fue raro en el diseño de interiores ingleses, un ejemplo, quizá único, es el monumento funerario para Lady Helena Gorges, muerta en 1635, en Salisbury.
Después de 1660, este tipo de ornamentación se convirtió en característica básica de diseño de mobiliario en Francia, Holanda e Inglaterra, tanto en las patas de los muebles como en las puertas de cristal de los relojes de pared de finales del siglo XVII y principios del XVIII.

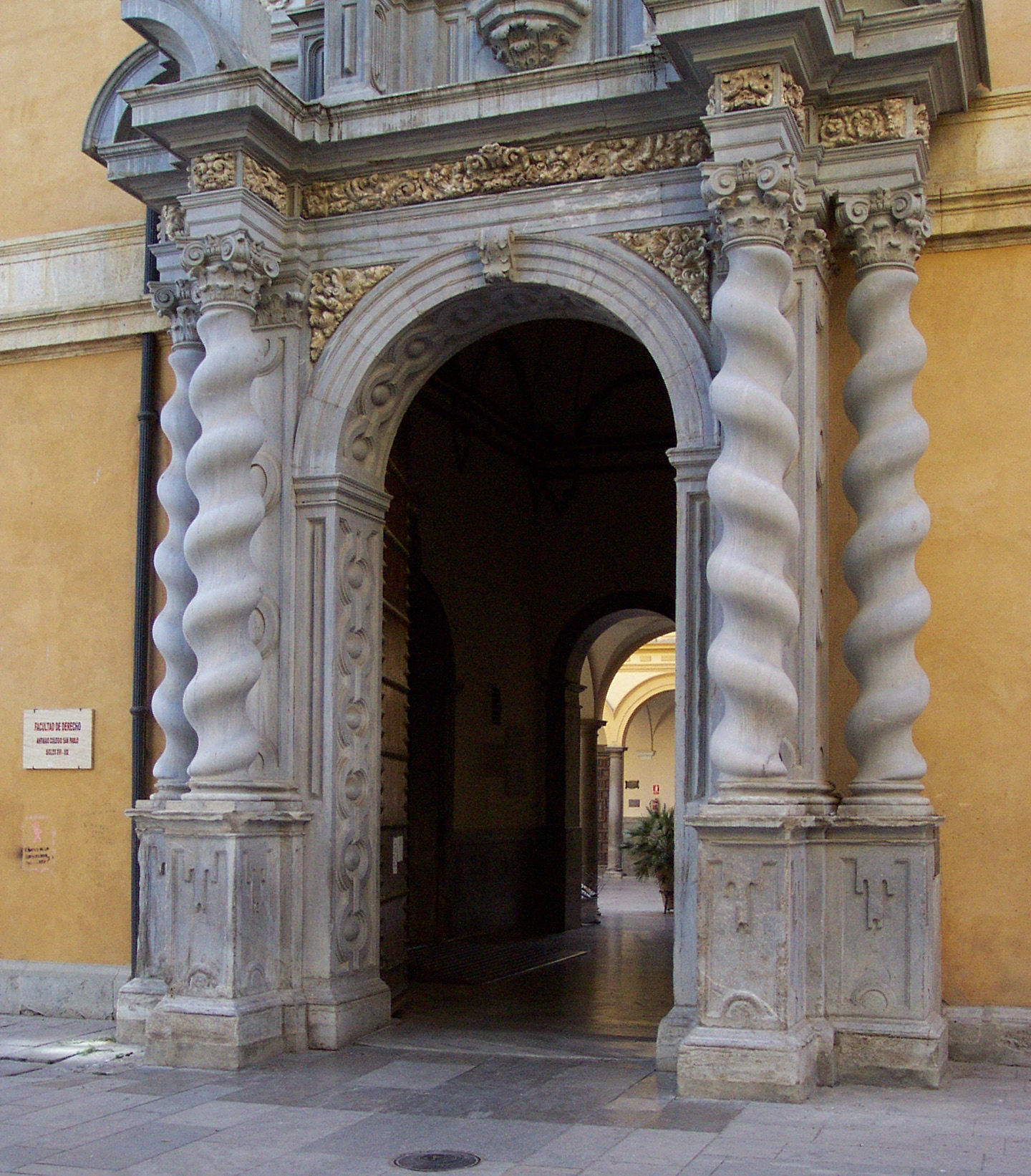
Portada renacentista en el antiguo Colegio de San Pablo, Granada

### Expansión en España
La columna salomónica llegó pronto a España. La pervivencia de este «salomonismo» en el Barroco español y novohispano puede verse en la presencia de las columnas salomónicas en la práctica totalidad de retablos y sagrarios del siglo XVII El fuste entorchado fue muy empleado en el barroco español por Alonso Cano. Después se sustituyó por el tipo salomónico que se empleó por vez primera en el retablo de la capilla de las Reliquias de la catedral de Santiago de Compostela, trazado y construido por Bernardo Cabrera entre 1625 y 1630. Fue destruido en un incendio en 1921. El ejemplar más antiguo de este artista con columnas salomónicas que se conserva íntegro es el retablo de la Conversión de San Pablo, ubicado en la Catedral de Orense.
En Andalucía se usó por primera vez en el retablo mayor de la iglesia de la Cartuja de Jerez de la Frontera, realizada por el arquitecto Alejandro de Saavedra con esculturas de José de Arce, realizado entre 1636 y 1639. Posiblemente su incorporación fue realizada a propuesta de Arce, que había conocido el baldaquino de Bernini de Roma durante su construcción.
En Madrid, la primera utilización de esta columna fue en el retablo de la Iglesia del Buen Suceso de Pedro de la Torre. Desde entonces se extendió en la arquitectura de retablos castellana con los ejemplos destacados de José Fernández en la iglesia de La Clerecia en Salamanca y el de José Benito de Churriguera en el retablo de la iglesia del iglesia de San Esteban de Salamanca, realizada en 1693.

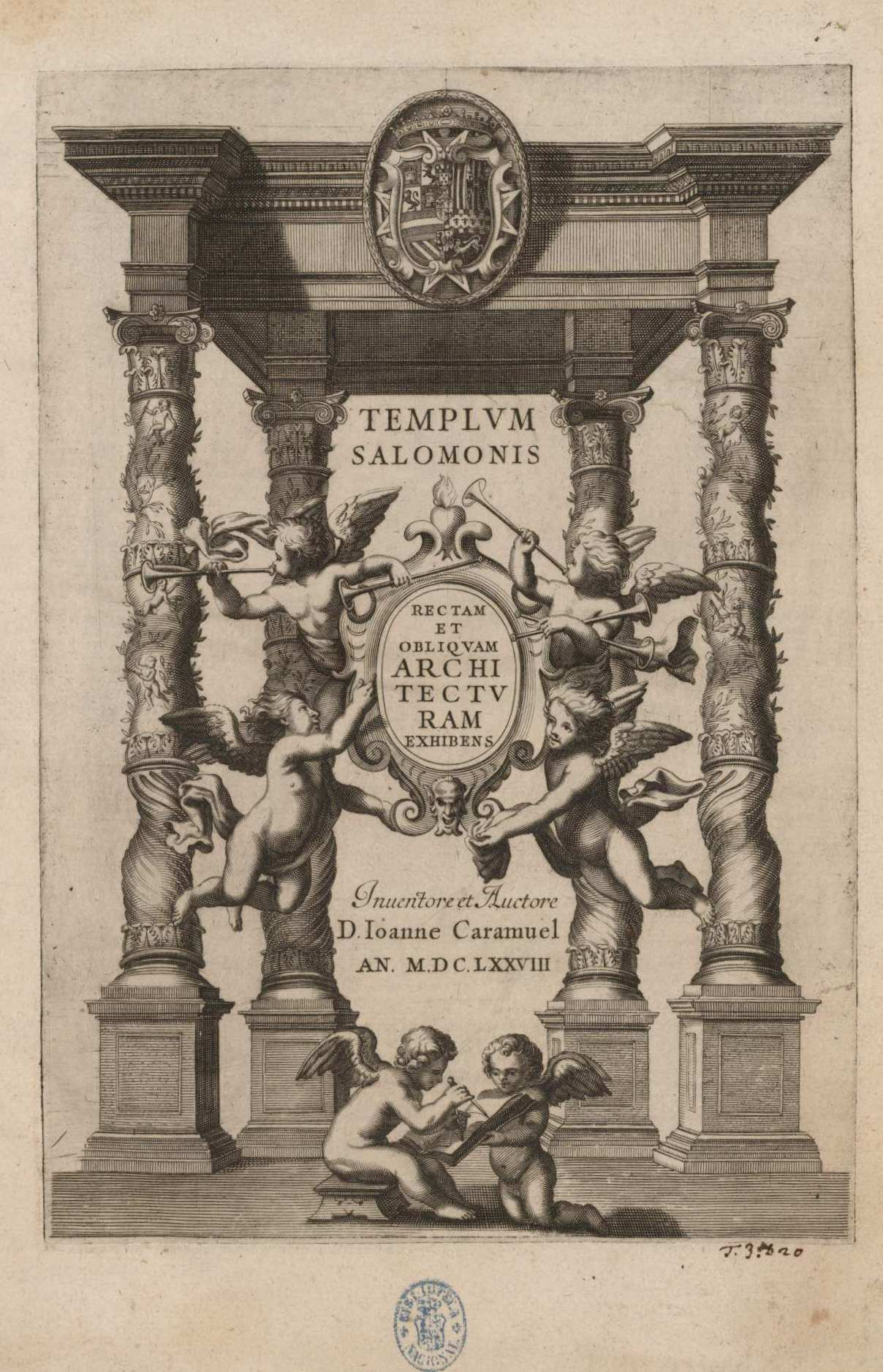
Juan Caramuel. Portadilla de su 'Architectura civil, recta y obliqua' (1678)

### Tratados de Arquitectura
Será Vignola quien codifique su diseño y construcción en su tratado Regole delli cinque ordini dell'arquitettura (Venecia, 1562) sin atreverse a establecer el capitel que le debería corresponder y sin incluirlo en los cinco órdenes clásicos (dórico, jónico, corintio, toscano y compuesto). Aumenta a seis capiteles de perfil giratorio, no ondulado como los del Vaticano.
En el barroco español, probablemente influido por la fama salomónica de El Escorial, surge una profusión de tratados que discuten sus proporciones, origen y utilización, como el «Epitome arquitectourae de ordine salomonico integro» de Juan Andrés Ricci o la «Architectura civil, recta y obliqua considerada y dibuxada en el templo de Ierusalen [...] promovida a suma perfección en el templo y palacio de S. Lorenço cerca del Escurial» (Vigevano, 1678) de Juan Caramuel. A diferencia de la tradición vaticana, según Caramuel, las columnas torsas no pertenecen a un orden particular y podrían aplicarse a cualquier orden y proporción.
Guarino Guarini en su tratado «Architettura civile», publicado en 1773, lo deriva del orden corintio, por lo que lo llamó «Corinto terzo» u «Ordine corinto supremo». A diferencia de los anteriores, el fuste sólo está cubierto de estrías helicoidales sin hojas.

## Galería

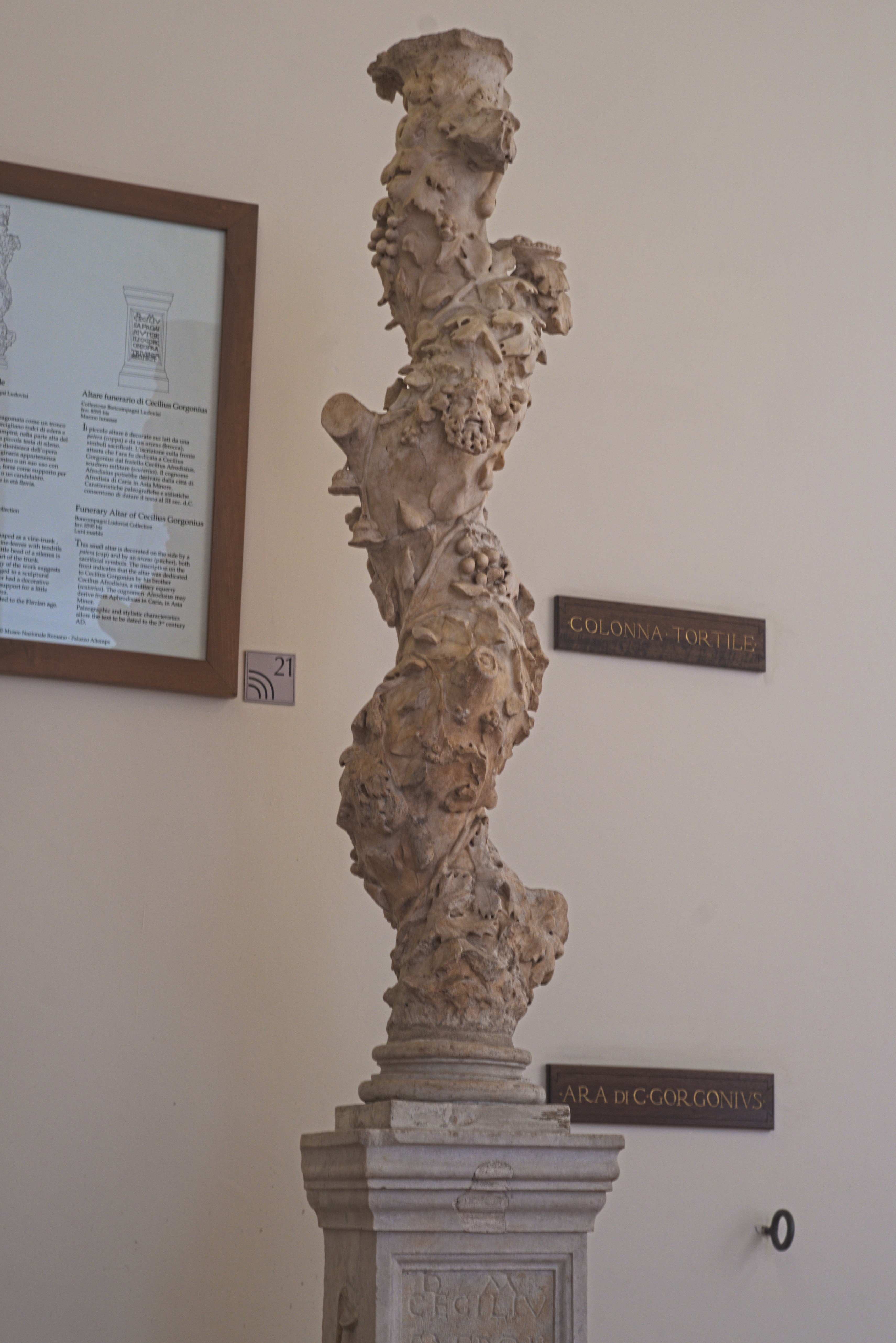
Columna de temática dionisíaca en el Palazzo Altemps de Roma, probablemente de la época Flavia (siglo I d.C.), precursora de la salomónica
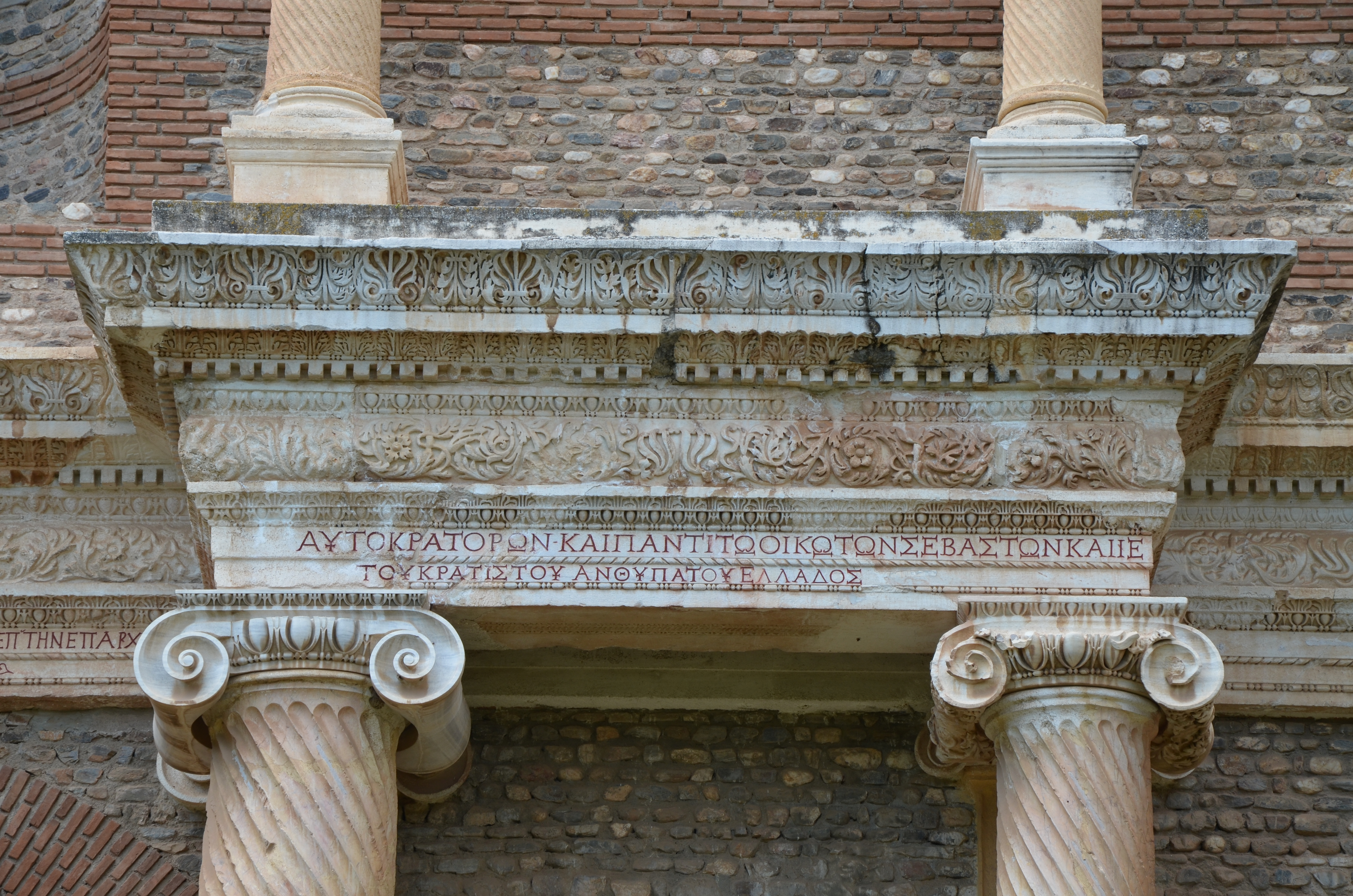
Columna torsa con capitel jónico en los baños y gimnasio de Sardis (siglo II-III d.C.)
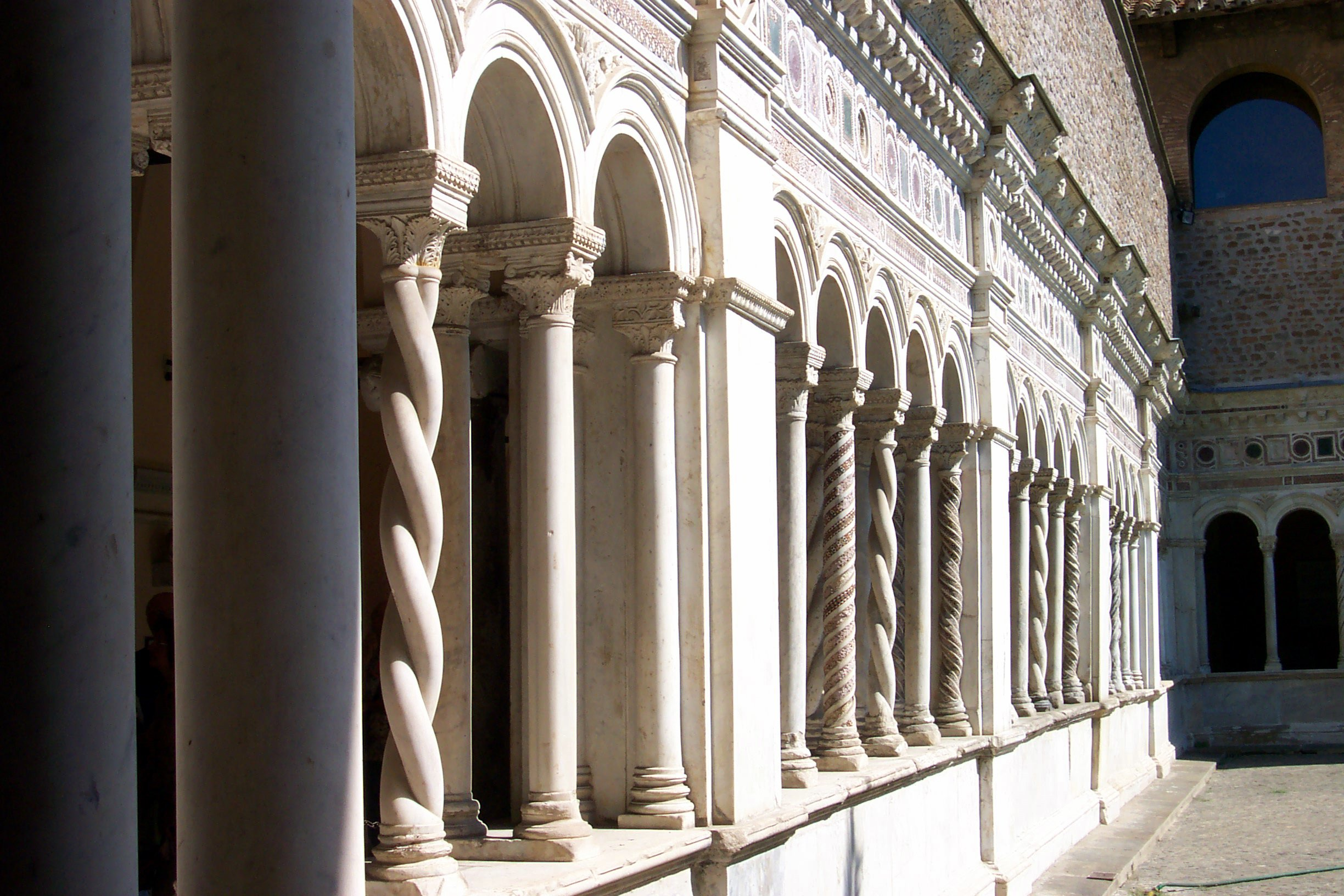
Columnas salomónicas y otras variantes fantasiosas en el claustro de San Juan de Letrán, Roma, principios del siglo XIII
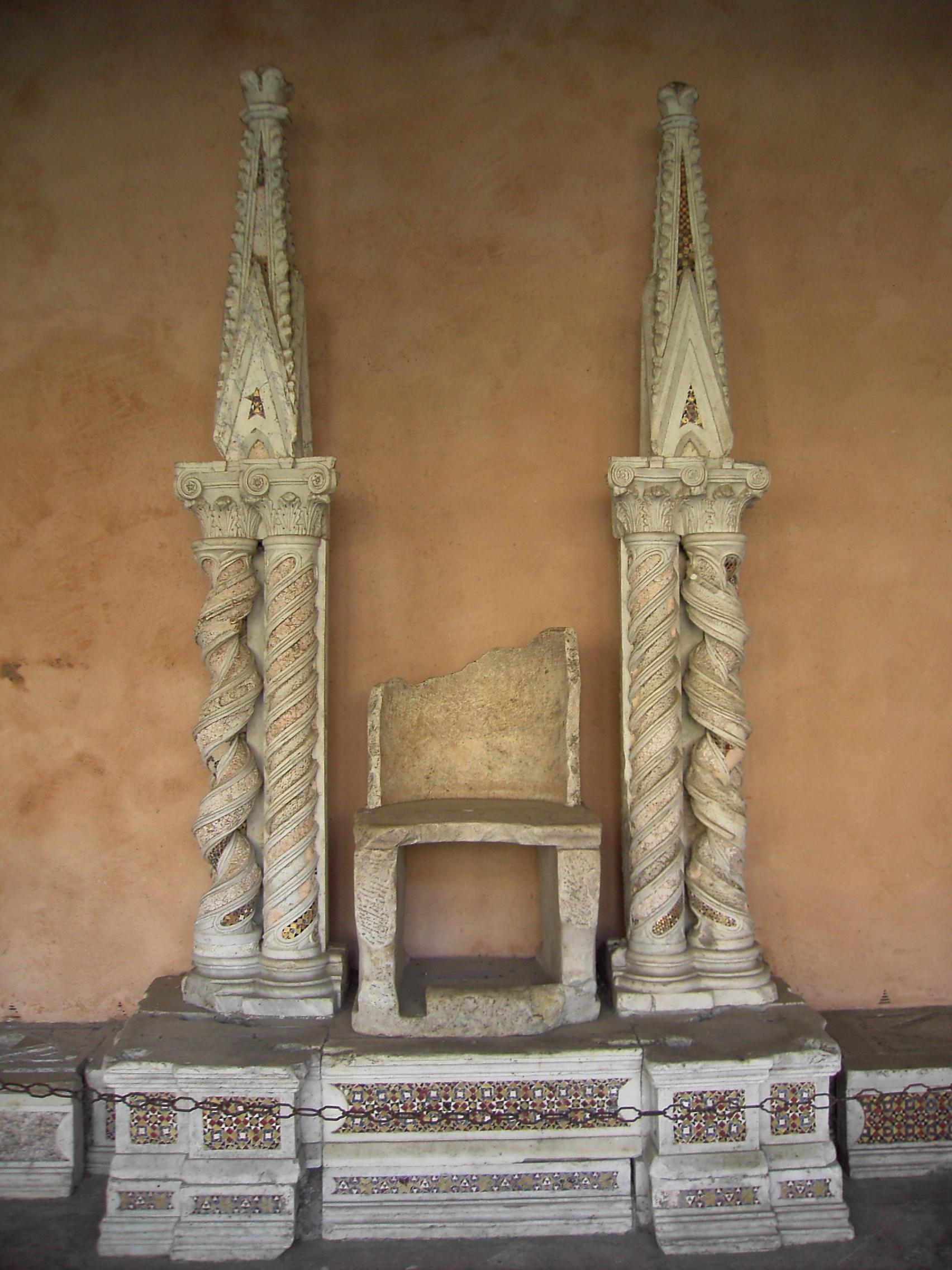
Trono papal en el claustro de San Juan de Letrán, Roma
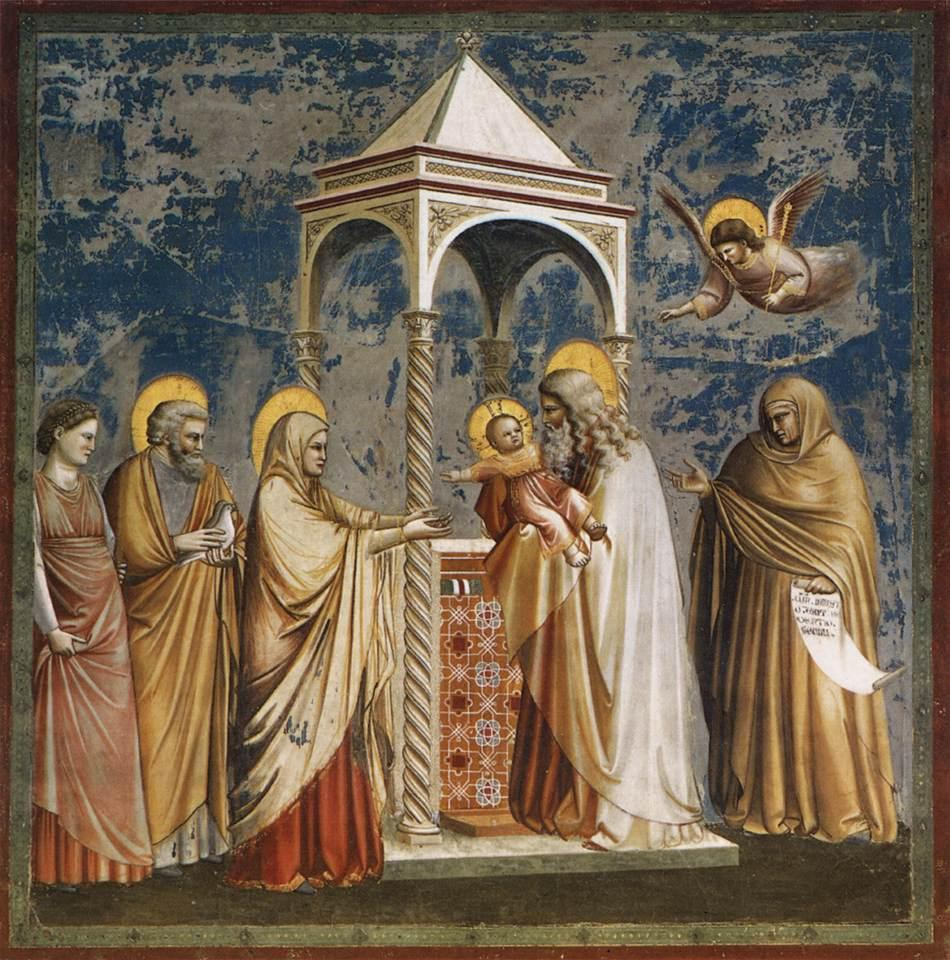
Presentación de Jesús en el Templo, de Giotto, Cappella degli Scrovegni, Padua, 1306 ca.
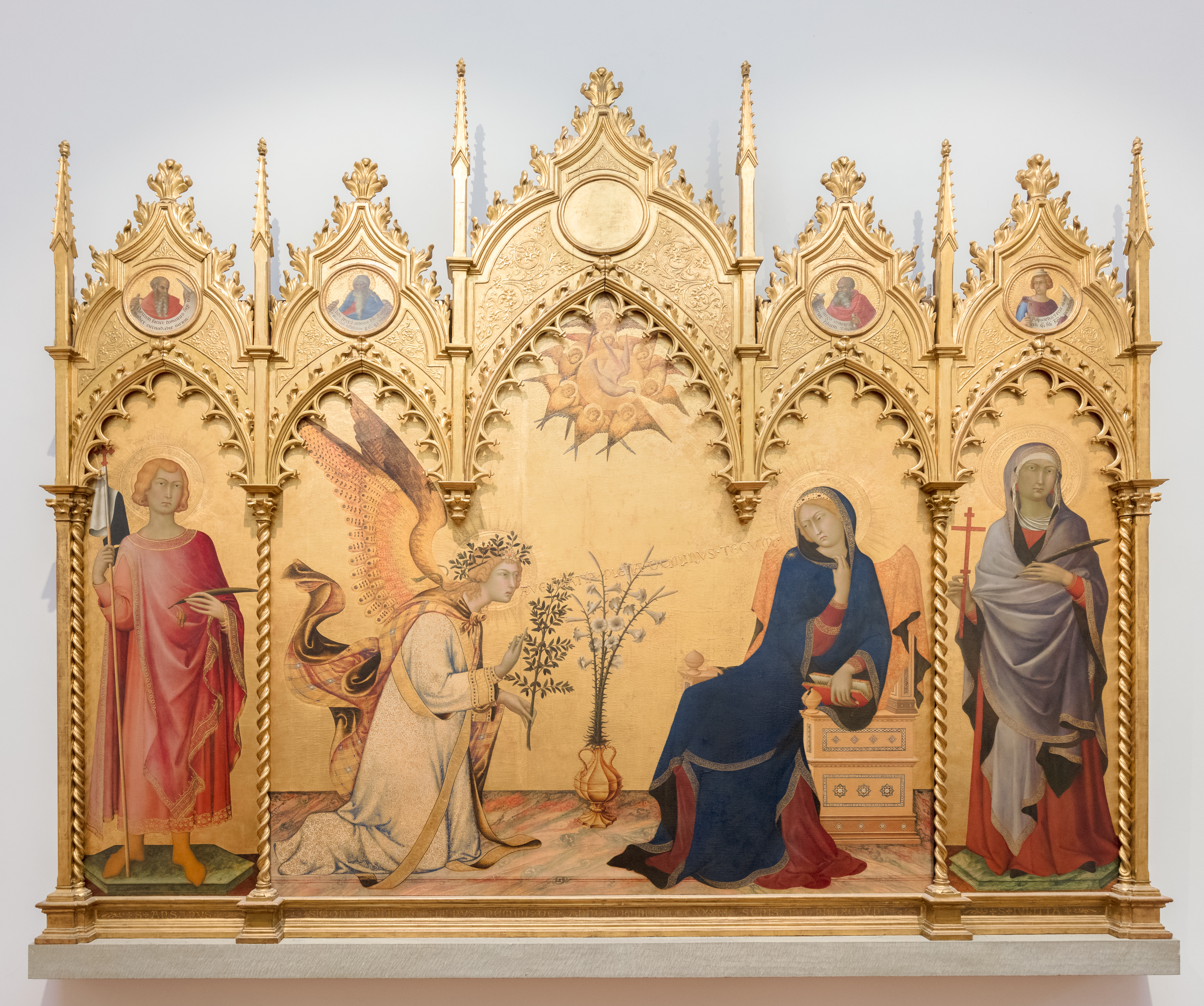
Retablo de la Anunciación, de Simone Martini, Galería Uffizi, Florencia, 1333
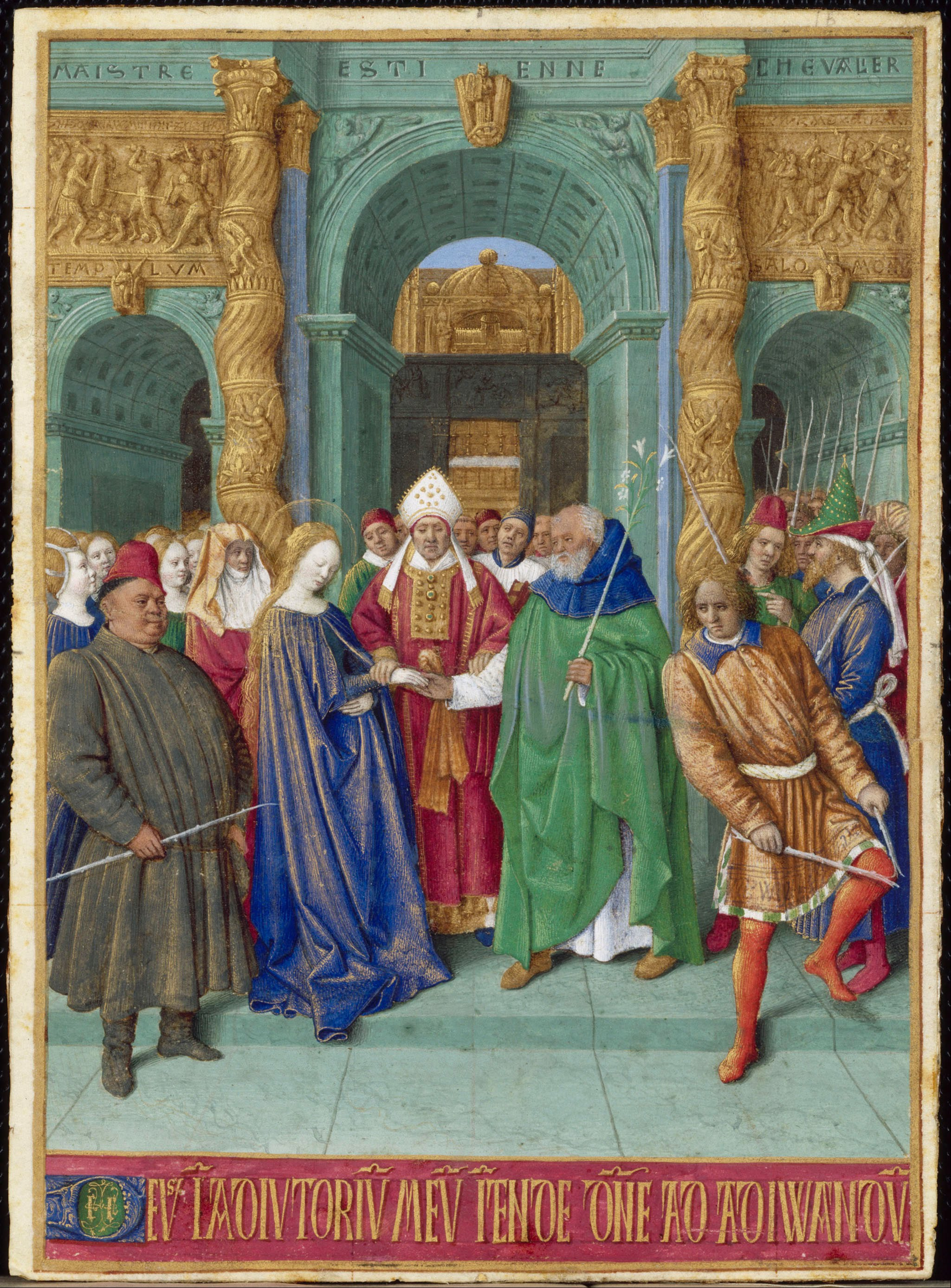
Los desposorios de la Virgen, por Jean Fouquet, Horas de Étienne Chevalier, 1452–1460
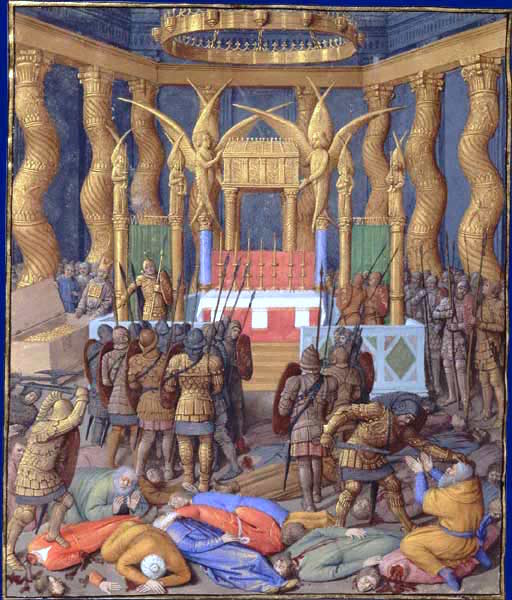
Pompeyo profana el Sancta Sanctorum del Templo de Jerusalén, por Jean Fouquet, Antiquités judaïques de Flavio Josefo, 1470 ca.
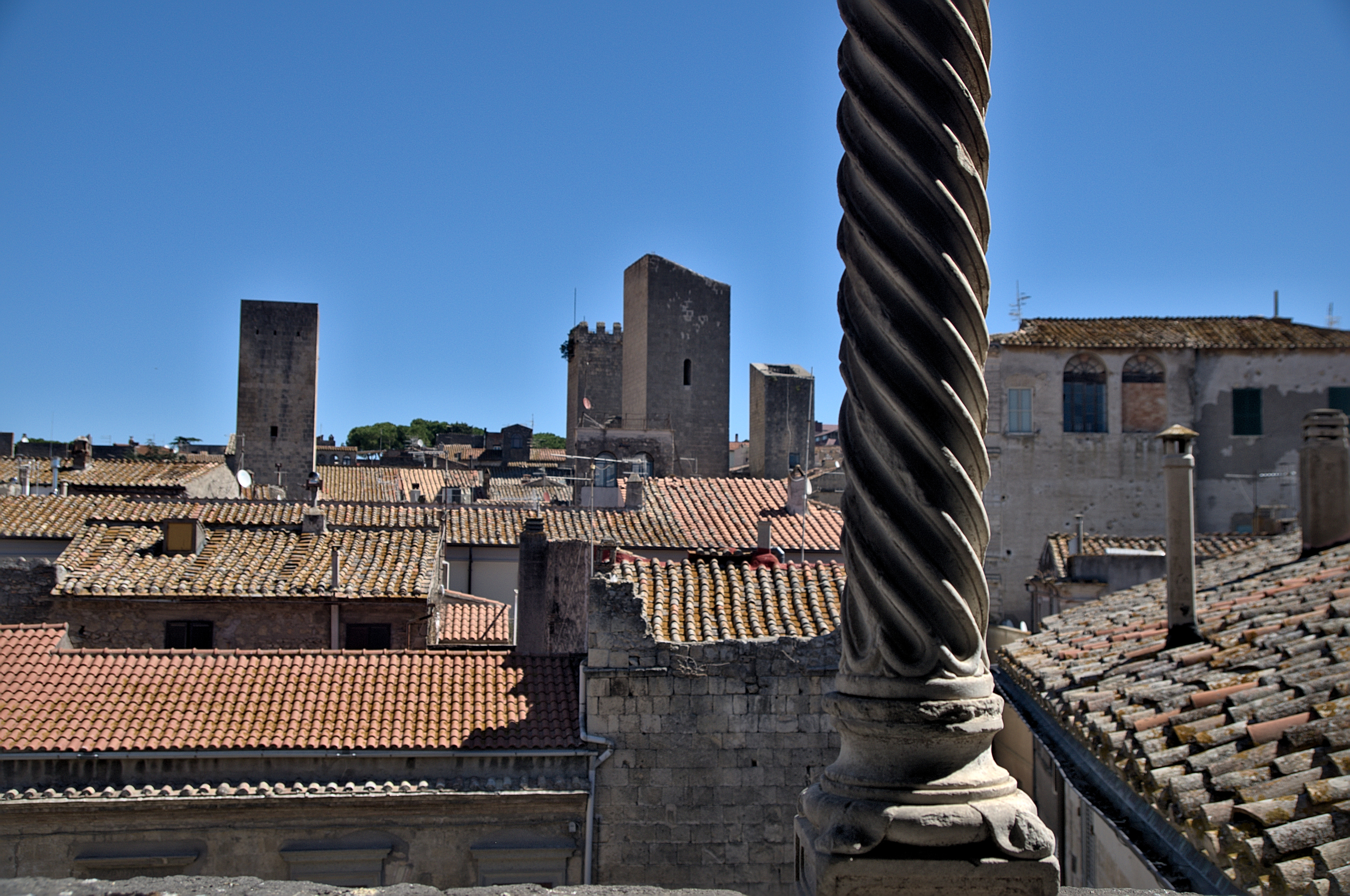
Columna torsa en el Palazzo Vitelleschi de Tarquinia, Lazio, 1490 ca.
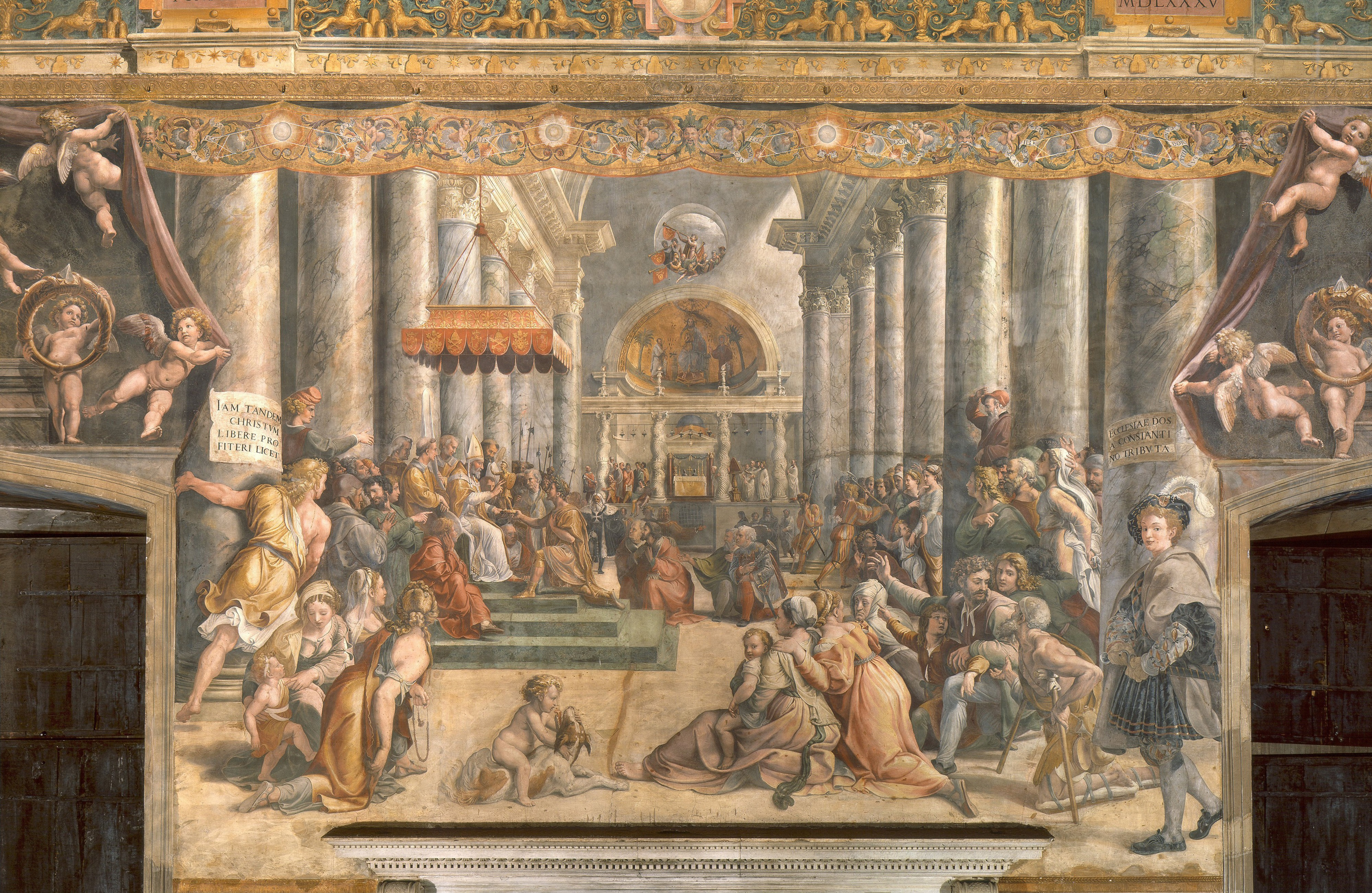
Antigua Basílica de San Pedro, con la pérgola de columnas salomónicas en el centro, de la Donación de Constantino, del taller de Rafael, ca. 1520
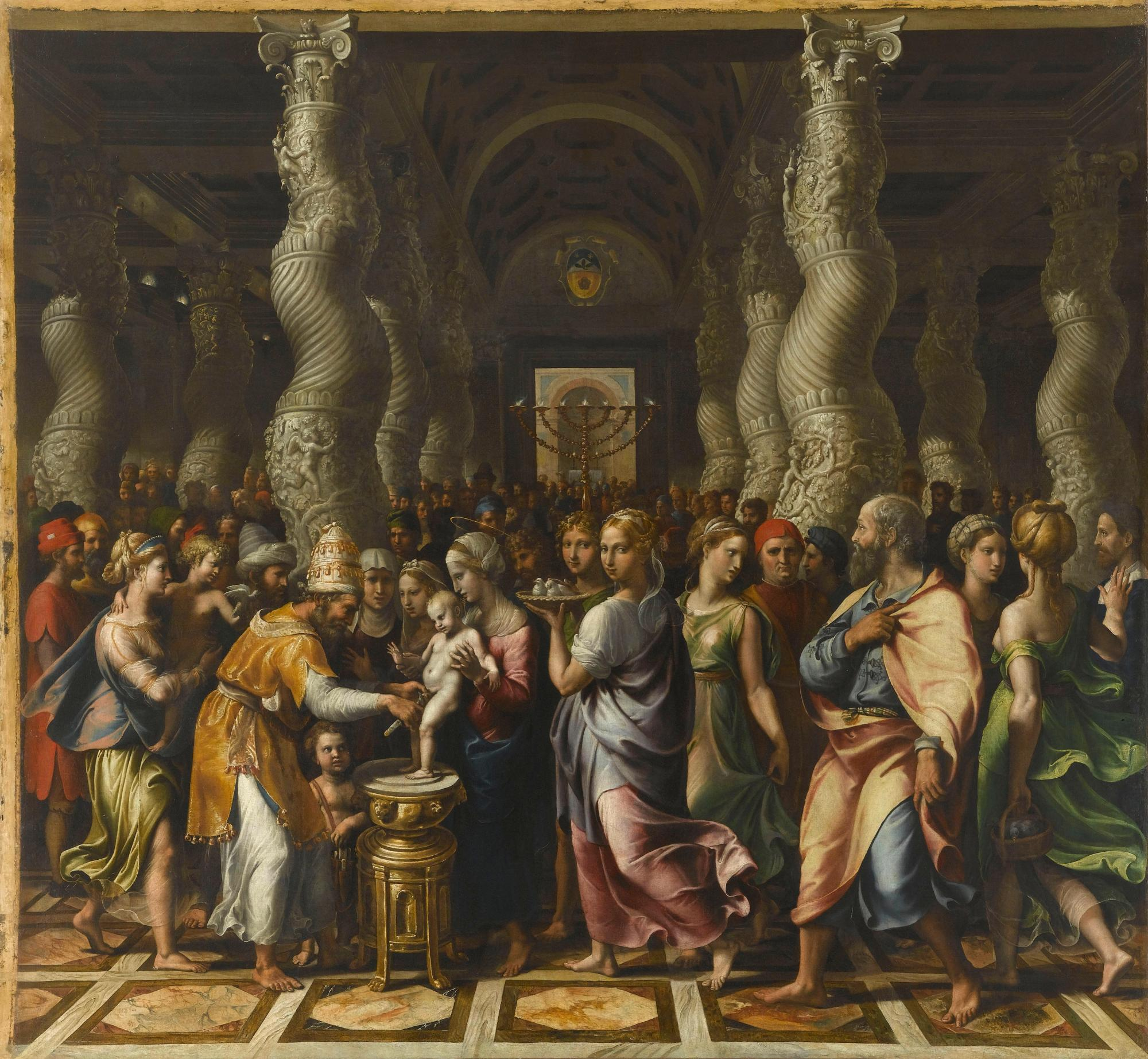
La circuncisión, de Tommaso Vincidor, 1522 ca.
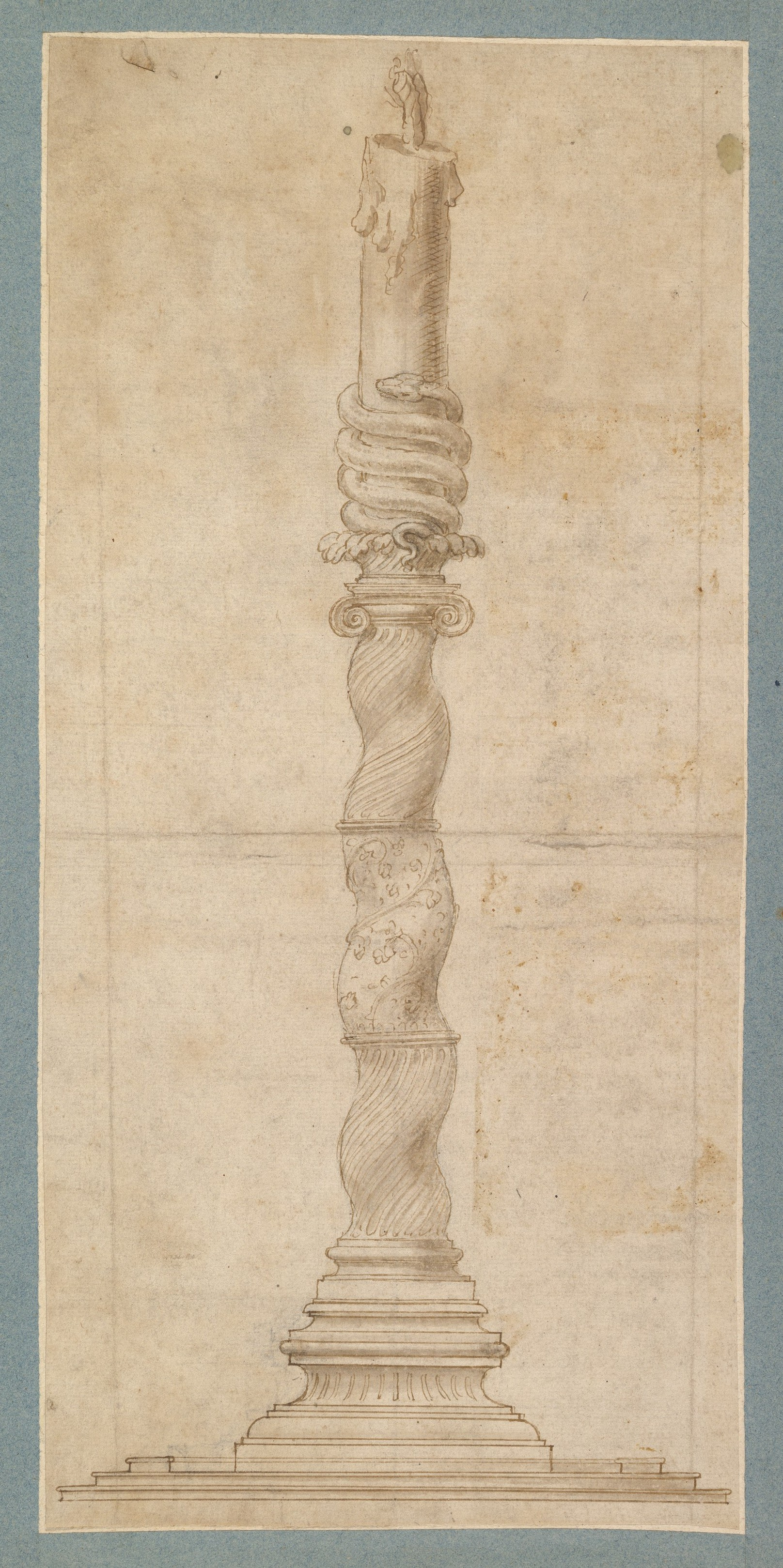
Diseño de un candelabro en forma de columna salomónica jónica, hacia 1530-1546
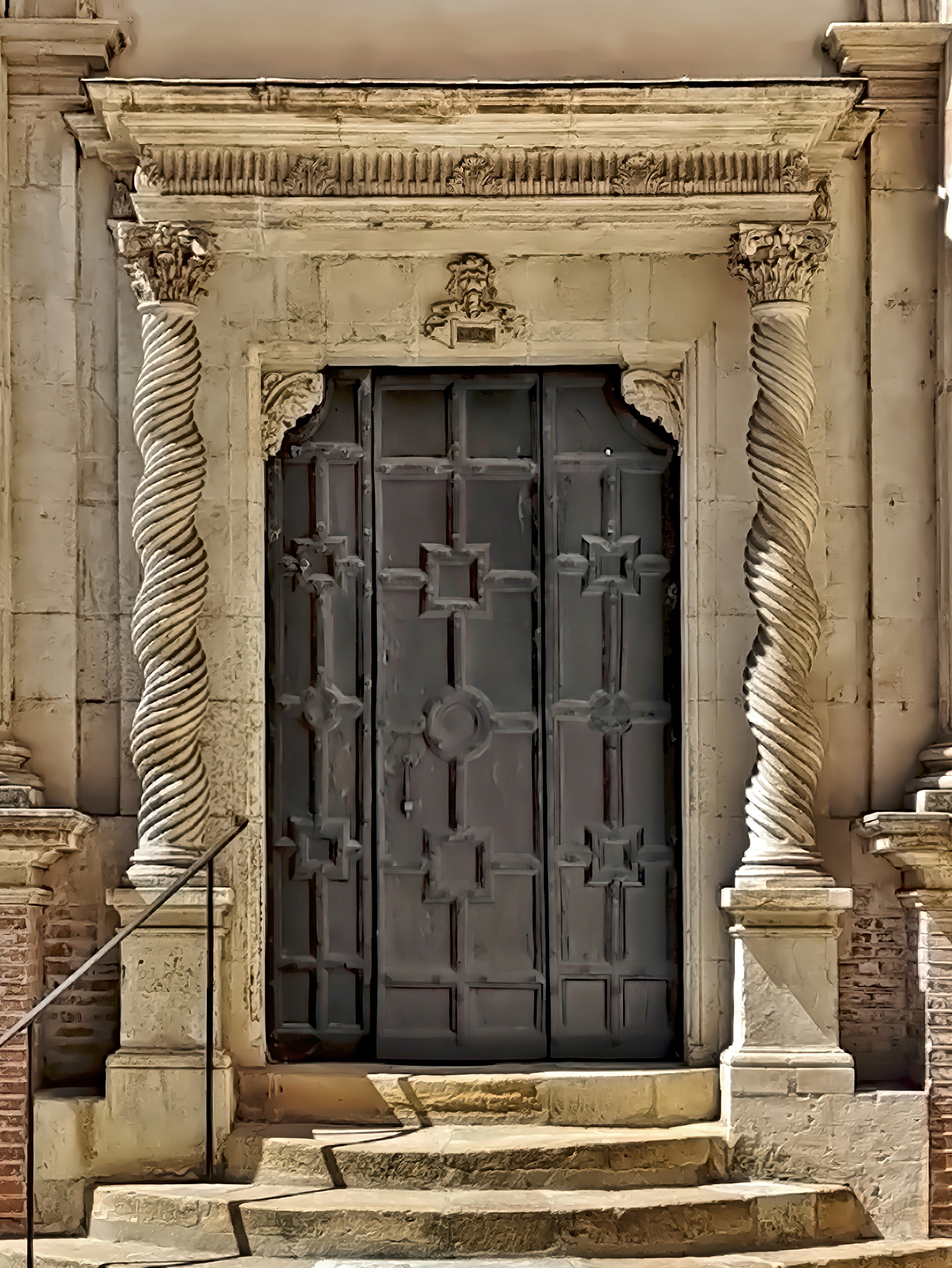
Puerta renacentista de la escalera del Hôtel d'Assézat, Toulouse, 1555-1556
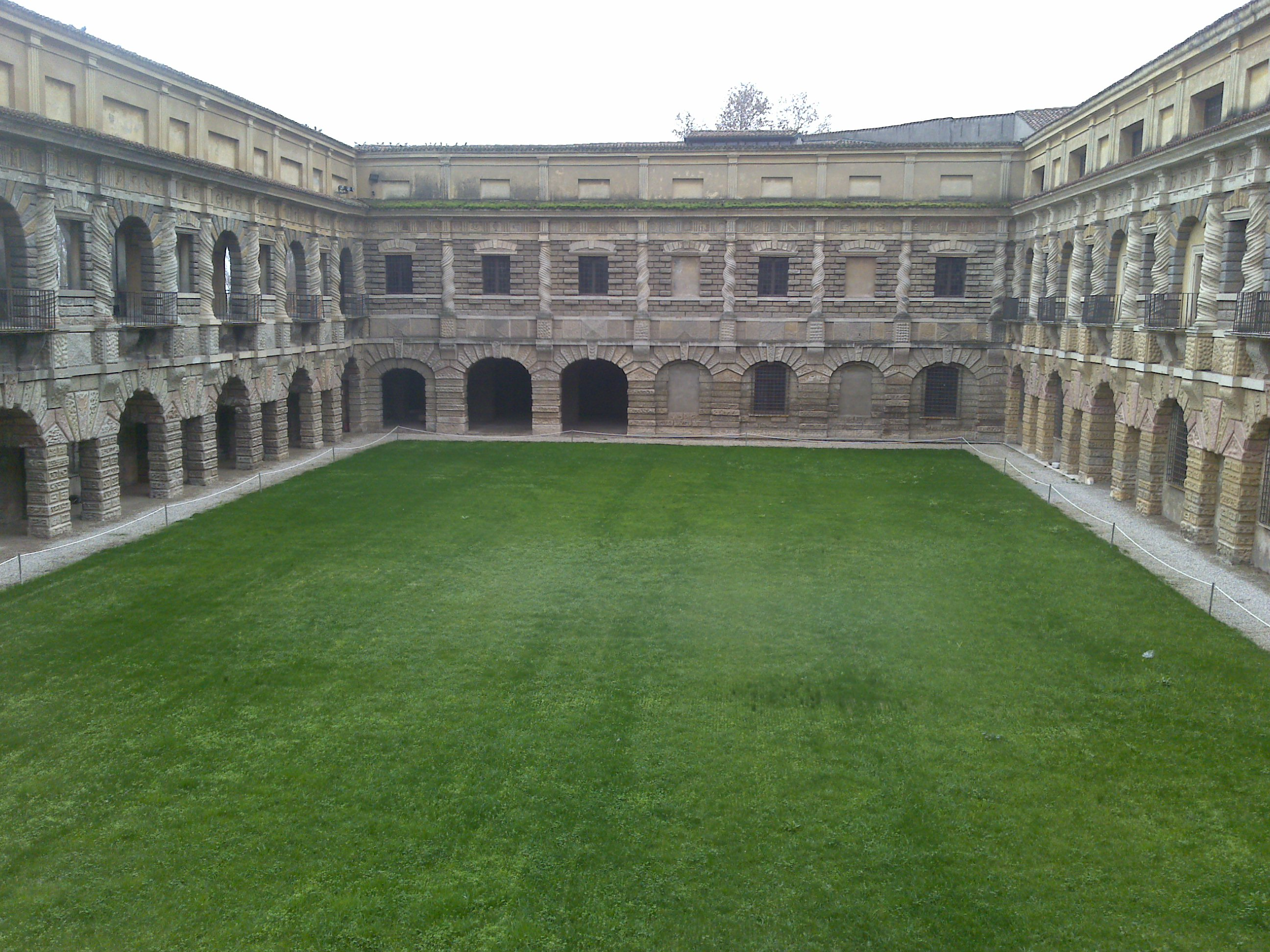
Giulio Romano, Cortile della Cavallerizza en el Palazzo Ducale de Mantua, 1560 ca.
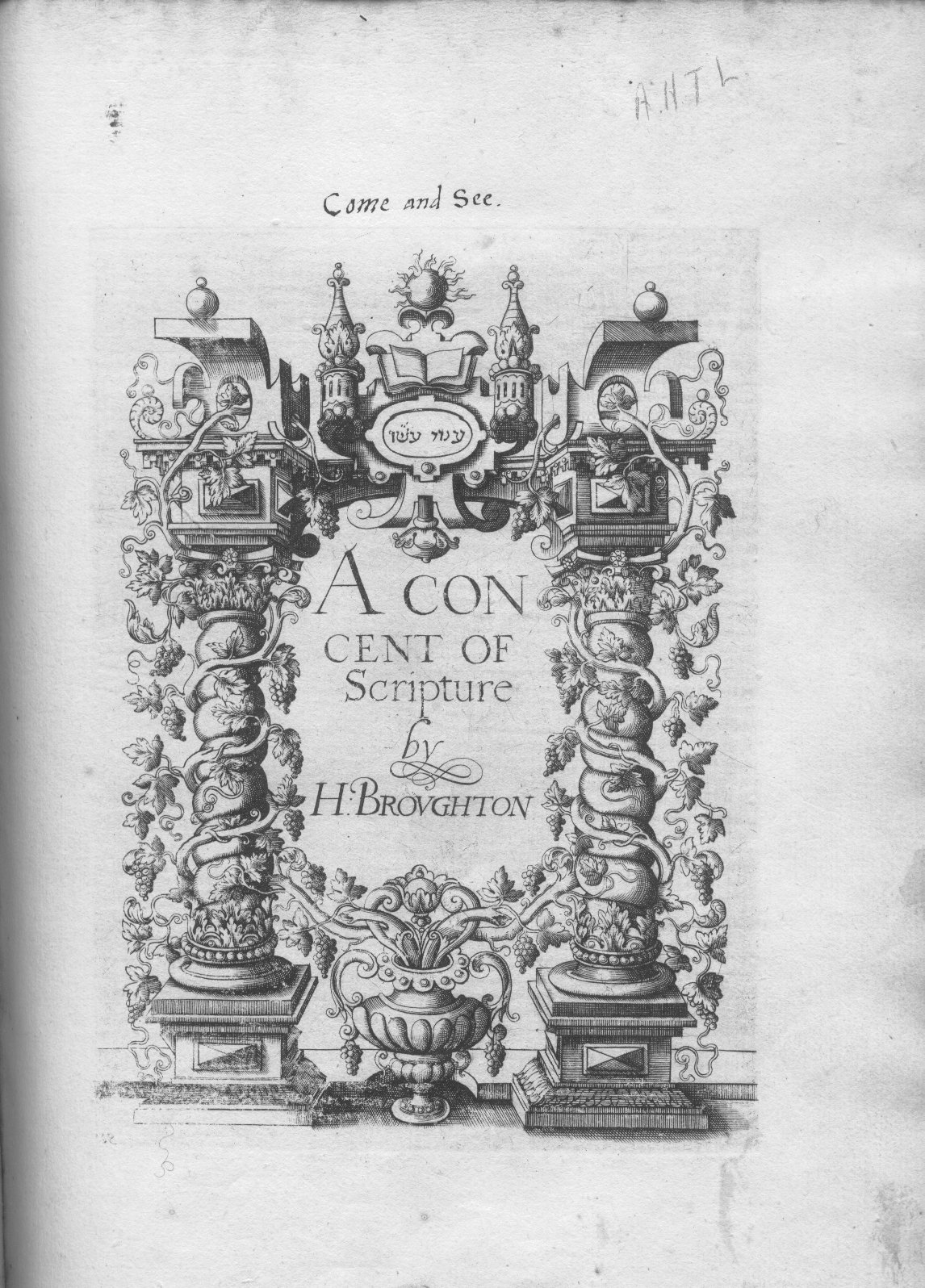
Portada de A Concent of Scripture de Hugh Broughton, 1588
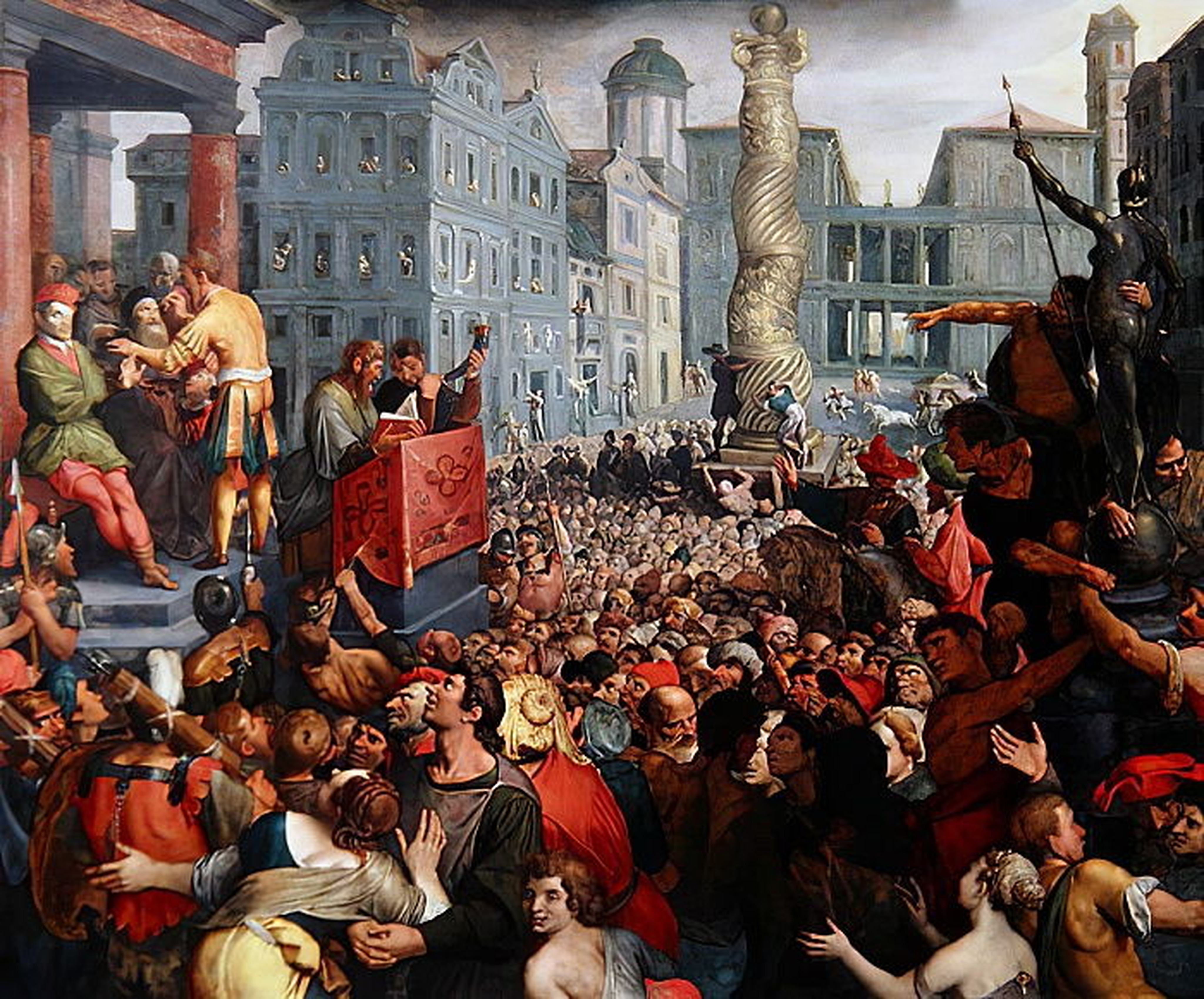
Juicio de Zaleucu de Ambrosius Francken (I), 1606
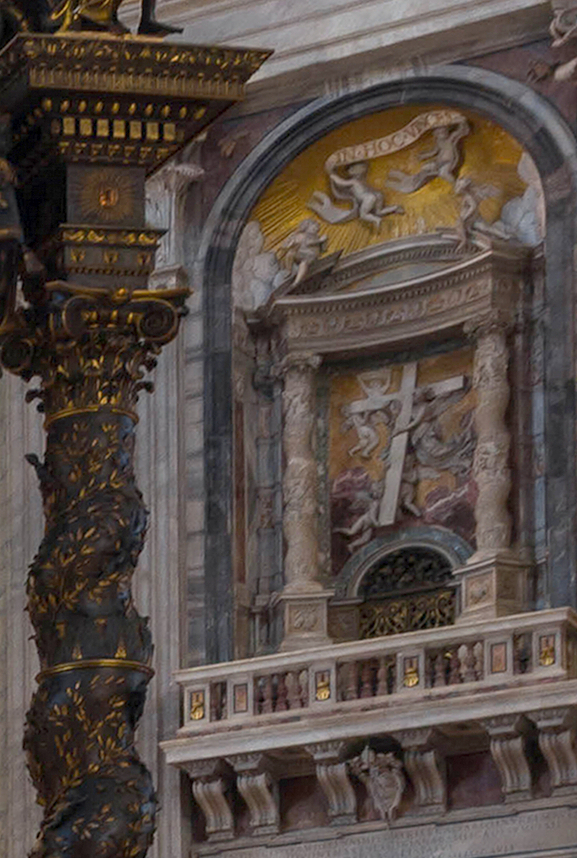
Dos de las columnas salomónicas traídas a Roma por Constantino, en su ubicación actual en San Pedro. En primer plano a la izquierda, parte del Baldaquino de Bernini
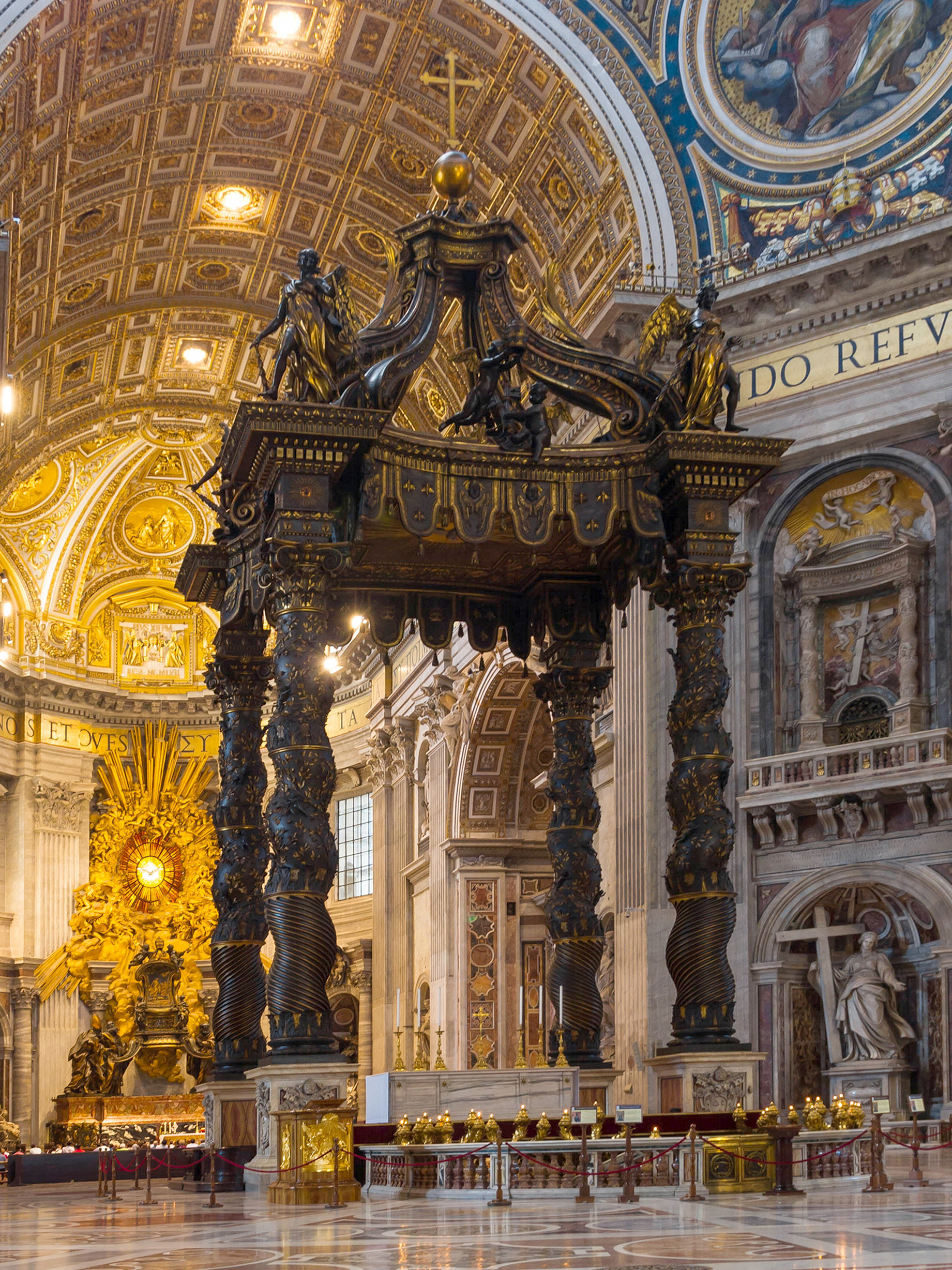
El Baldaquino de Bernini en la Basílica de San Pedro, inspirado en las columnas originales, 1623-1634
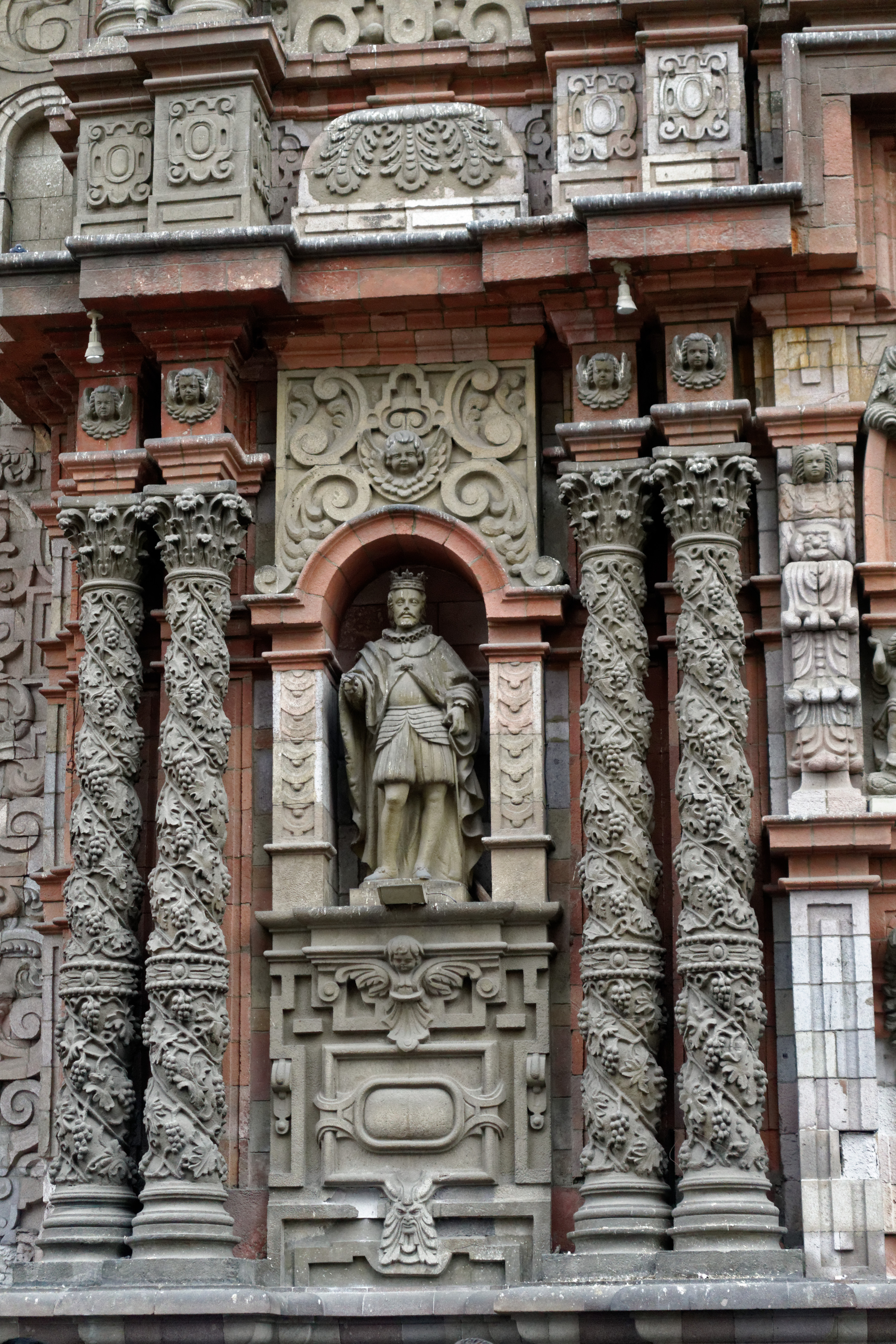
Columnas Salomónicas en la fachada barroca de la Basílica y convento de Nuestra Señora de la Merced (Lima), siglo XVII
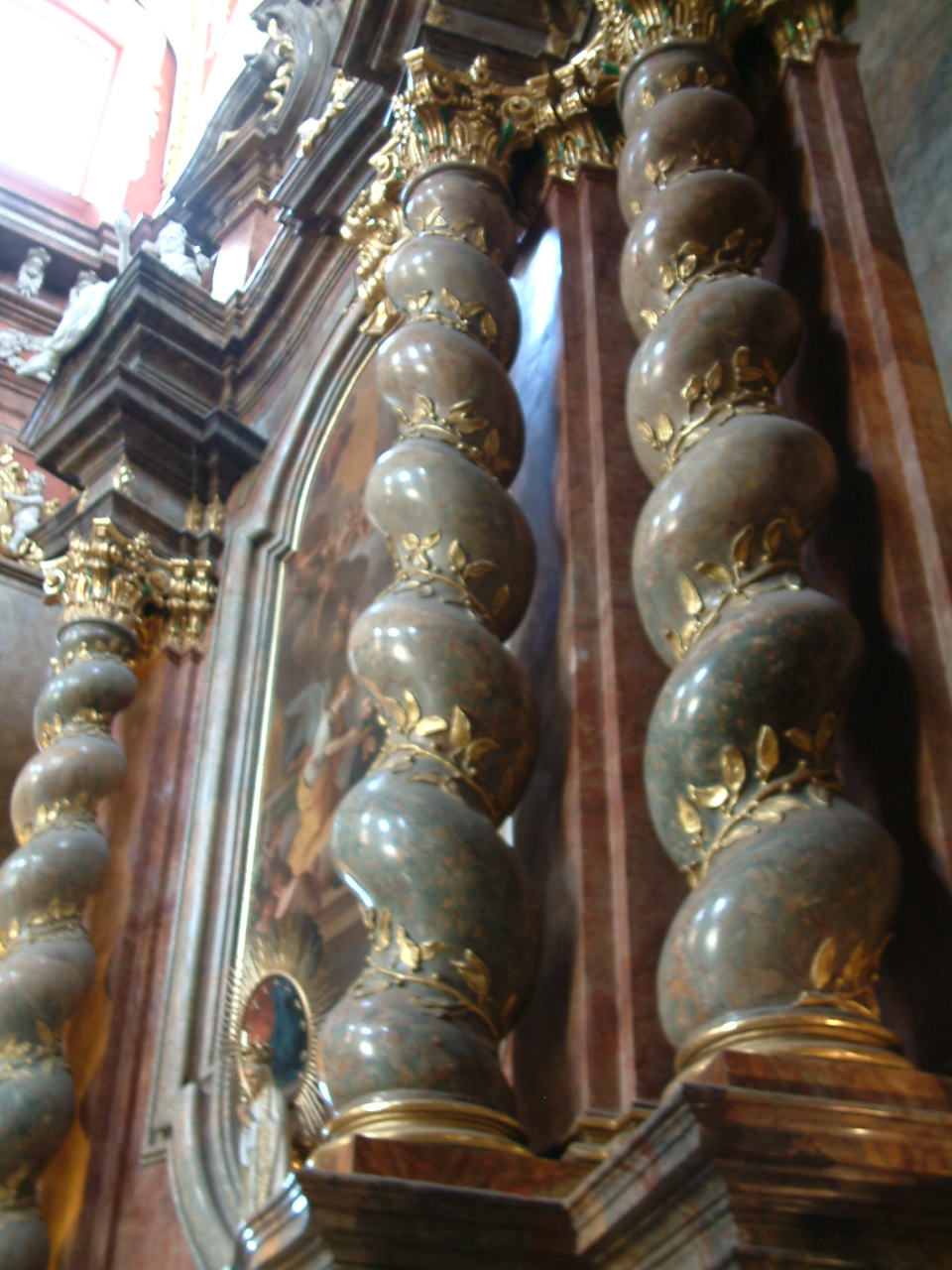
Columnas salomónicas con enredaderas doradas en un altar lateral en la iglesia jesuita de San Estanislao en Poznań, Polonia, 1671-1701
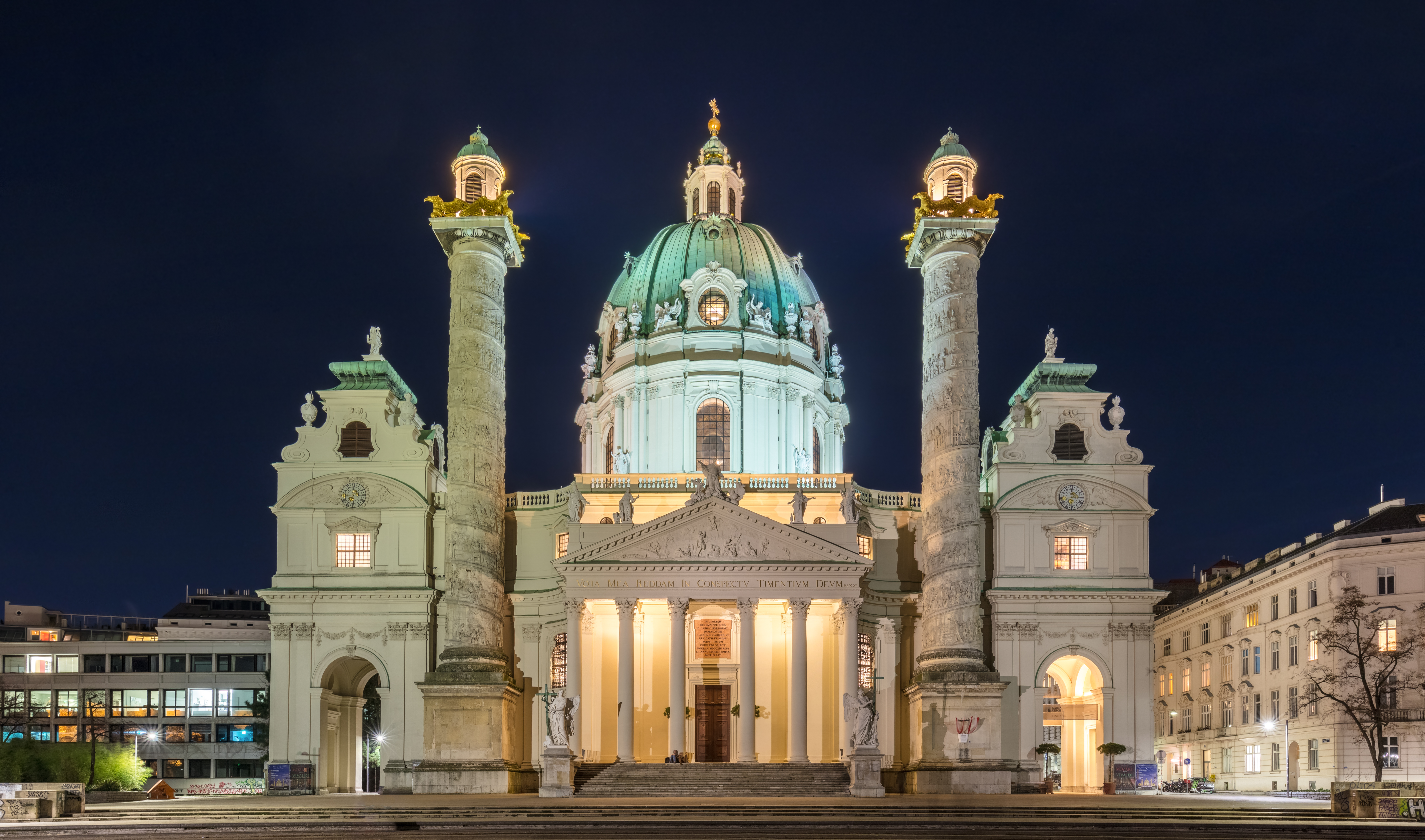
Fachada de la Iglesia de San Carlos Borromeo (Viena), con sus torres basadas en la columna de Trajano, de J. B. Fischer von Erlach, 1716-37
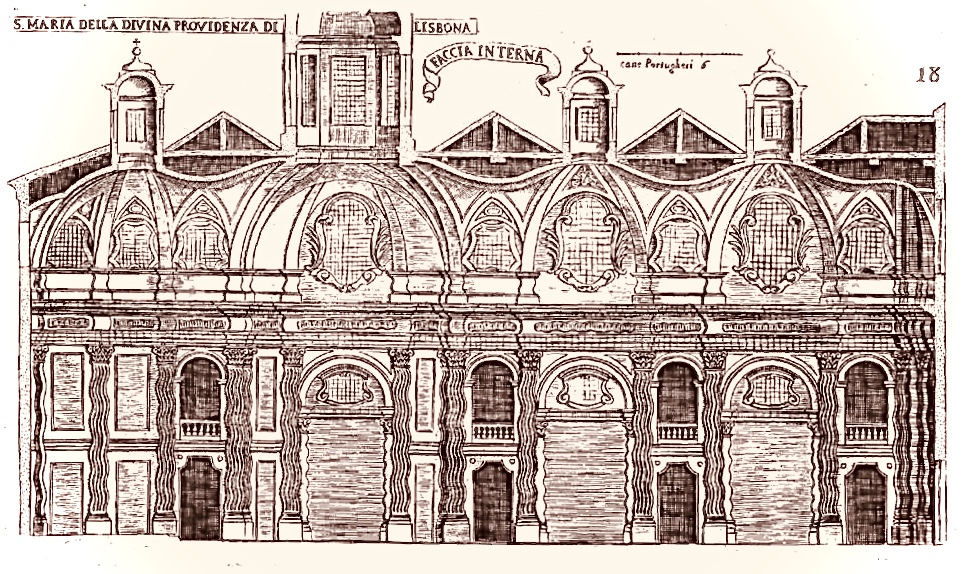
Sta. Maria da Providência en Lisboa, de Guarino Guarini, 1698. Destruida en el terremoto de 1755
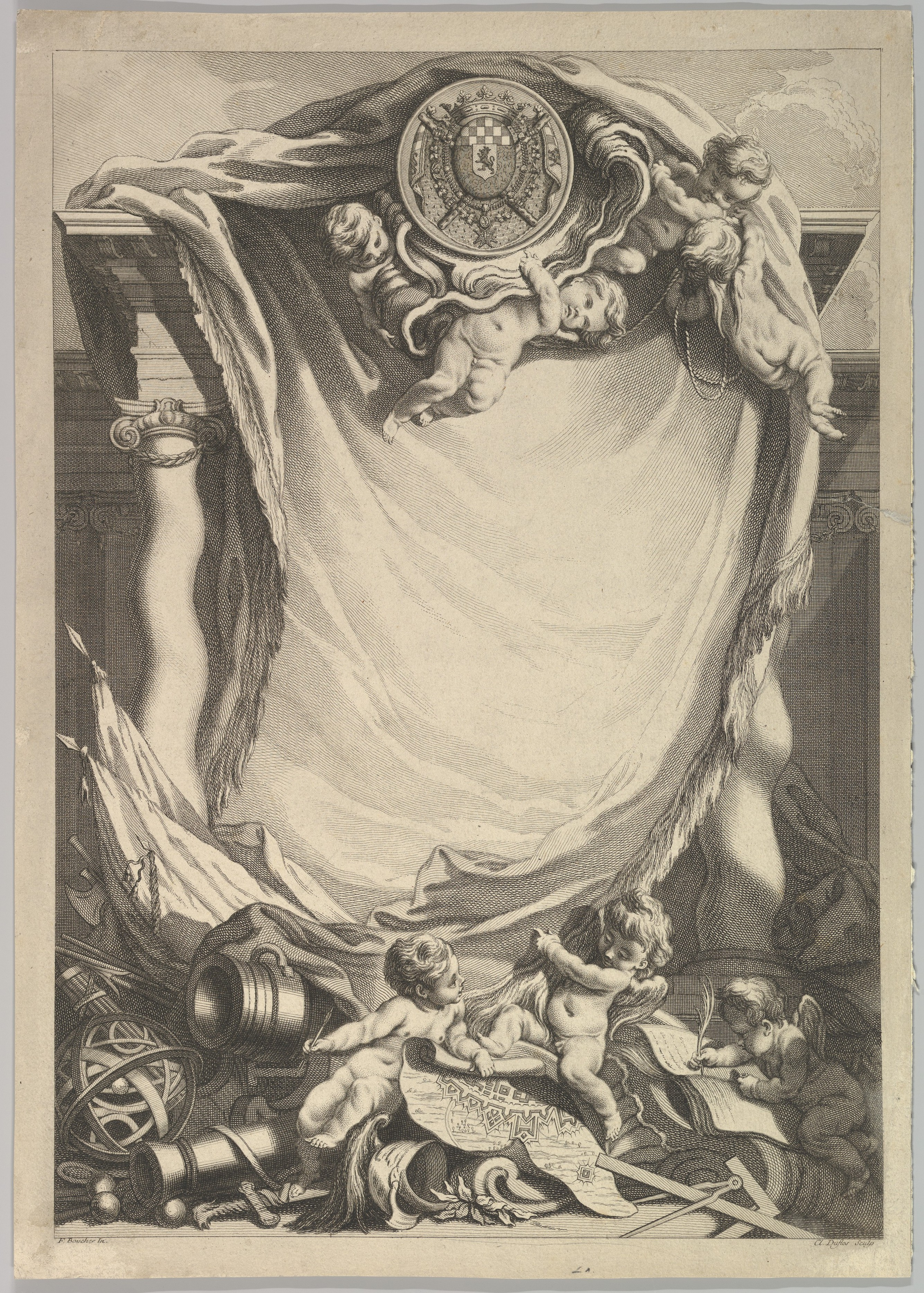
Grabado de François Boucher (1703-1770), en la que aparecen un par de columnas salomónicas con capiteles jónicos
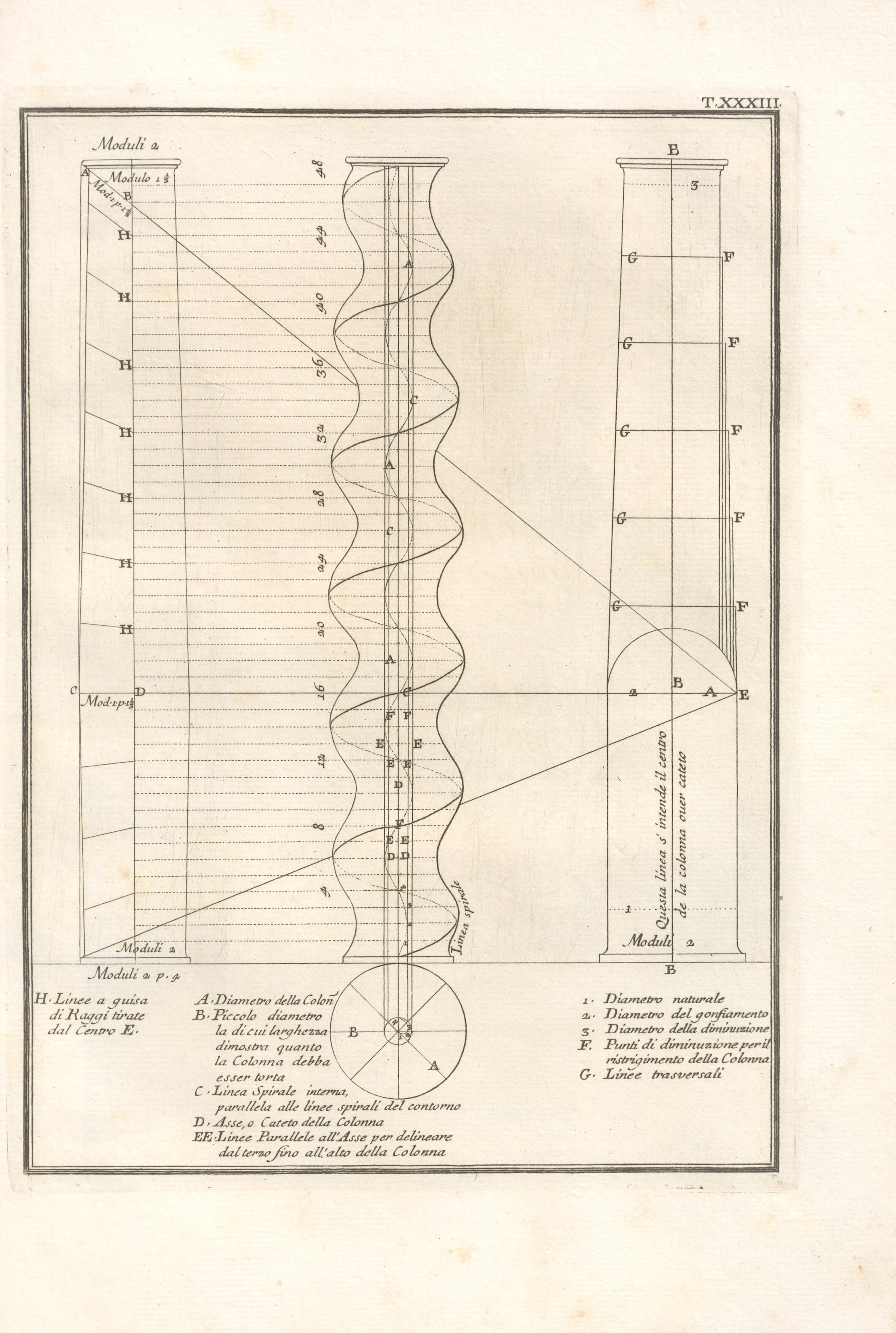
Orden «corintio terzo», según Guarino Guarini, sg. ed. 1773
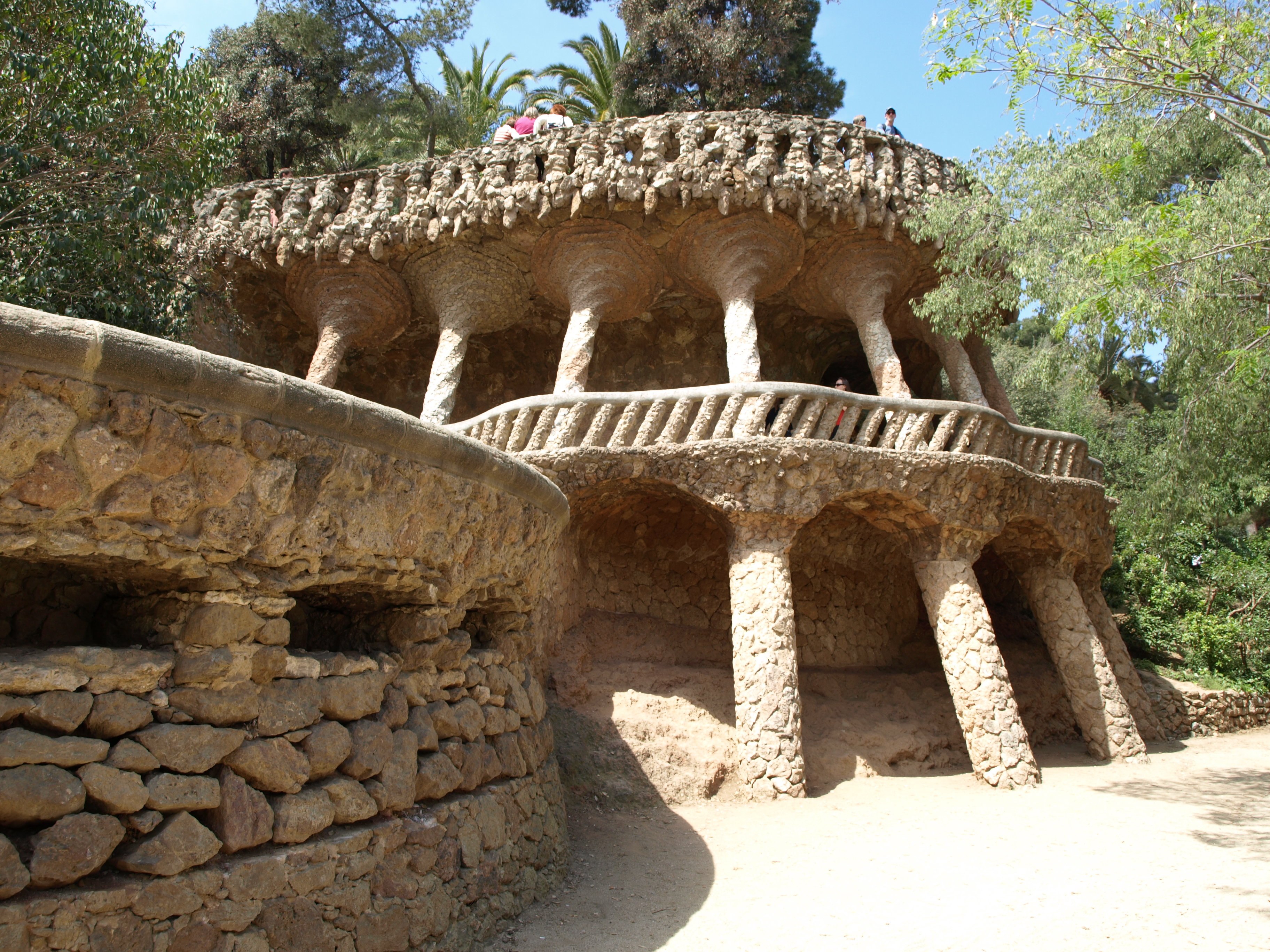
Columnas salomónicas en el Parque Güell, de Antoni Gaudí, 1926